# Lista startów rakiet Falcon 9 oraz Falcon Heavy
Lista wszystkich przeszłych, jak i ogłoszonych przyszłych misji rakiet z rodziny rakiet Falcon firmy SpaceX. Znajdują się na niej wycofane z użycia historyczne warianty Falcon 9 v1.0, Falcon 9 v1.1, Block 3., Block 4. oraz czynne warianty: Block 5. (pojedynczy człon pierwszy) oraz najmocniejszy – Falcon Heavy (potrojony człon pierwszy).

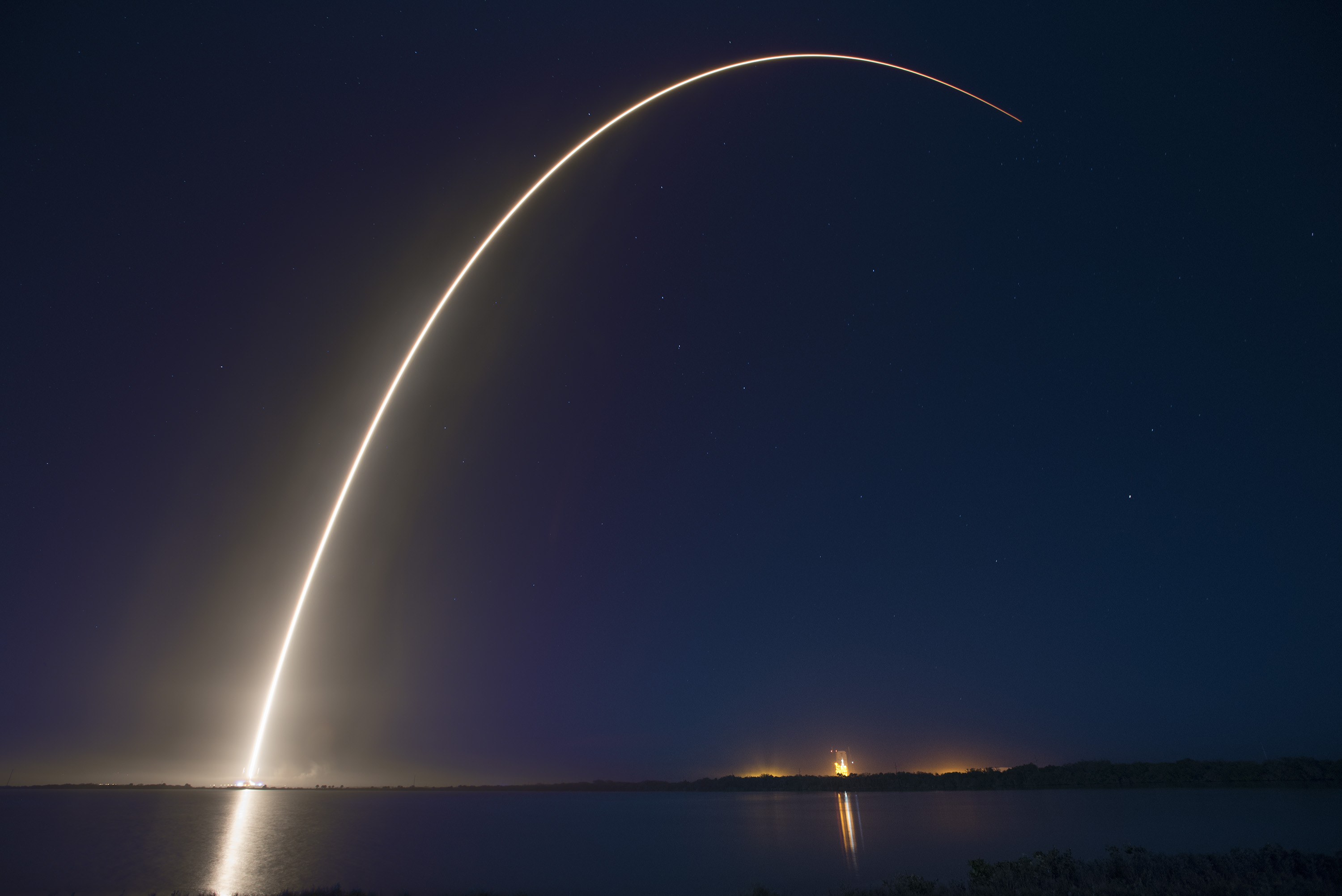
Falcon 9 lot 16 nocny start z Cape Canaveral 2 marca 2015

Lista podaje numer i czas startu, wariant rakiety i numer seryjny 1. stopnia, miejsce startu, ładunek i jego masę, orbitę, zamawiającego lot, status lotu oraz ewentualnego lądowania pierwszego stopnia rakiety.

## Historia startów
Lista utworzona na podstawie informacji podawanych w czasie oficjalnych transmisji firmy SpaceX oraz na Twitterze SpaceX oraz Elon Musk.
| 2010–2013 | |                             |                                                   | |                            |                                   | |                               |                              |                            |                            |
| 1         | 4 czerwca 2010, 18:45 | F9 v1.0 B0003               | CCAFS SLC-40, Stany Zjednoczone                   | Model kapsuły Dragon SQU |                            | LEO                               | SpaceX | Sukces                        | Spadochrony Niepowodzenie    | Spadochrony Niepowodzenie  | Spadochrony Niepowodzenie  |
| 1         | Ładunek stanowił model kapsuły Dragon, połączony na stałe z drugim członem rakiety |                             |                                                   | |                            |                                   | |                               |                              |                            |                            |
| 2         | 8 grudnia 2010, 15:43 | F9 v1.0 B0004               | CCAFS SLC-40, Stany Zjednoczone                   | NASA COTS – Demo 1 |                            | LEO                               | NASA (COTS) | Sukces                        | Spadochrony Niepowodzenie    | Spadochrony Niepowodzenie  | Spadochrony Niepowodzenie  |
| 2         | COTS Demo Flight 1. Pierwszy lot testowy w ramach programu COTS, 3 godziny testów manewrowych i wejście w atmosferę. |                             |                                                   | |                            |                                   | |                               |                              |                            |                            |
| 3         | 22 maja 2012, 07:44 | F9 v1.0 B0005               | CCAFS SLC-40, Stany Zjednoczone                   | NASA COTS – Demo C2+ |                            | LEO (ISS)                         | NASA (COTS) | Sukces                        | Bez próby                    | Bez próby                  | Bez próby                  |
| 3         | Ostatni lot w ramach testowego programu COTS. Pierwszy lot statku Dragon na Międzynarodową Stację Kosmiczną |                             |                                                   | |                            |                                   | |                               |                              |                            |                            |
| 4         | 8 października 2012, 00:34 | F9 v1.0 B0006               | CCAFS SLC-40, Stany Zjednoczone                   | SpaceX CRS-1 | 500 kg                     | LEO (ISS)                         | NASA (CRS) | Sukces                        | Bez próby                    | Bez próby                  | Bez próby                  |
| 4         | 8 października 2012, 00:34 | F9 v1.0 B0006               | CCAFS SLC-40, Stany Zjednoczone                   | Orbcomm-OG2 | 150 kg                     | LEO                               | Orbcomm | Częściowe niepowodzenie       | Bez próby                    | Bez próby                  | Bez próby                  |
| 4         | Pierwszy komercyjny lot zaopatrzeniowy na Międzynarodową Stację Kosmiczną. Awaria jednego silnika pierwszego członu w 79. sekundzie lotu została skompensowana przez dłuższą pracę pozostałych silników oraz silnika drugiego stopnia. Statek Dragon został umieszczony na planowanej orbicie. Satelita Orbcomm został wypuszczony na bezużytecznej orbicie, ponieważ SpaceX nie otrzymał zgody na ponowne uruchomienie silnika drugiego stopnia. |                             |                                                   | |                            |                                   | |                               |                              |                            |                            |
| 5         | 1 marca 2013, 15:10 | F9 v1.0 B0007               | CCAFS SLC-40, Stany Zjednoczone                   | SpaceX CRS-2 | 677 kg                     | LEO (ISS)                         | NASA (CRS) | Sukces                        | Bez próby                    | Bez próby                  | Bez próby                  |
| 5         | Drugi lot zaopatrzeniowy na Międzynarodową Stację Kosmiczną w ramach programu CRS. Ostatni lot rakiety w wersji 1.0 |                             |                                                   | |                            |                                   | |                               |                              |                            |                            |
| 6         | 29 września 2013, 16:00 | F9 v1.1 B1003               | VAFB SLC-4E, Stany Zjednoczone                    | CASSIOPE | 500 kg                     | Polarna LEO                       | MDA Corp | Sukces                        | Ocean Niepowodzenie          | Ocean Niepowodzenie        | Ocean Niepowodzenie        |
| 6         | Pierwszy start rakiety Falcon 9 v1.1 oraz z platformy Vandenberg Air Force Base SLC-4E na orbitę polarną. Przeprowadzenie testu manewrów silnikowych hamowania i odzyskania pierwszego stopnia rakiety, ale gdy booster zbliżał się do oceanu, siły aerodynamiczne spowodowały niekontrolowane obracanie się rakiety. Do centralnego silnika w wyniku siły odśrodkowej przestało docierać paliwo, co spowodowało jego wyłączenie, w wyniku czego pierwszy stopień uderzył o powierzchnię i uległ zniszczeniu. |                             |                                                   | |                            |                                   | |                               |                              |                            |                            |
| 7         | 3 grudnia 2013, 22:41 | F9 v1.1 B1004               | CCAFS SLC-40, Stany Zjednoczone                   | SES-8 | 3170 kg                    | GTO                               | SES | Sukces                        | Bez próby                    | Bez próby                  | Bez próby                  |
| 7         | Pierwszy start rakiety Falcon 9 v1.1 na orbitę przejściową do geostacjonarnej. |                             |                                                   | |                            |                                   | |                               |                              |                            |                            |
| 2014      | |                             |                                                   | |                            |                                   | |                               |                              |                            |                            |
| 8         | 6 stycznia 2014, 22:06 | F9 v1.1 B1005               | CCAFS SLC-40, Stany Zjednoczone                   | Thaicom 6 | 3325 kg                    | GTO                               | Thaicom | Sukces                        | Bez próby                    | Bez próby                  | Bez próby                  |
| 8         | Drugi start rakiety Falcon 9 v1.1 na orbitę przejściową do geostacjonarnej. Misja ta, jako trzeci udany start wersji 1.1, kwalifikuje rakietę do pełnej certyfikacji umożliwiającej udział w programie EELV prowadzonym przez Siły Powietrzne Stanów Zjednoczonych |                             |                                                   | |                            |                                   | |                               |                              |                            |                            |
| 9         | 18 kwietnia 2014, 19:25 | F9 v1.1 B1006               | CCAFS SLC-40, Stany Zjednoczone                   | SpaceX CRS-3 | 2296 kg                    | LEO (ISS)                         | NASA (CRS) | Sukces                        | Ocean Sukces                 | Ocean Sukces               | Ocean Sukces               |
| 9         | Kolejny, trzeci już lot zaopatrzeniowy na Międzynarodową Stację Kosmiczną w ramach programu CRS. Kontrolowane lądowanie na środku oceanu zakończyło się sukcesem, rakieta miękko wylądowała. Była to pierwsza rakieta, która posiadała nogi do lądowania. |                             |                                                   | |                            |                                   | |                               |                              |                            |                            |
| 10        | 14 lipca 2014, 15:15 | F9 v1.1 B1007               | CCAFS SLC-40, Stany Zjednoczone                   | OG-2 Misja nr 1, 6 satelitów | 1032 kg                    | LEO                               | Orbcomm | Sukces                        | Ocean Sukces                 | Ocean Sukces               | Ocean Sukces               |
| 10        | Druga rakieta, która posiadała nogi do lądowania; tak jak przy poprzedniej misji, udało się przeprowadzić kontrolowane lądowanie na środku oceanu. |                             |                                                   | |                            |                                   | |                               |                              |                            |                            |
| 11        | 5 sierpnia 2014, 08:00 | F9 v1.1 B1008               | CCAFS SLC-40, Stany Zjednoczone                   | AsiaSat 8 | 4535 kg                    | GTO                               | AsiaSat | Sukces                        | Bez próby                    | Bez próby                  | Bez próby                  |
| 11        | Start na orbitę przejściową do geostacjonarnej z satelitą AsiaSat 8 |                             |                                                   | |                            |                                   | |                               |                              |                            |                            |
| 12        | 7 września 2014, 05:00 | F9 v1.1 B1011               | CCAFS SLC-40, Stany Zjednoczone                   | AsiaSat 6 | 4428 kg                    | GTO                               | AsiaSat | Sukces                        | Bez próby                    | Bez próby                  | Bez próby                  |
| 12        | Start na orbitę przejściową do geostacjonarnej z satelitą AsiaSat 6 |                             |                                                   | |                            |                                   | |                               |                              |                            |                            |
| 13        | 21 września 2014, 05:52 | F9 v1.1 B1010               | CCAFS SLC-40, Stany Zjednoczone                   | SpaceX CRS-4 | 2216 kg                    | LEO (ISS)                         | NASA (CRS) | Sukces                        | Ocean Sukces                 | Ocean Sukces               | Ocean Sukces               |
| 13        | Czwarty lot zaopatrzeniowy na Międzynarodową Stację Kosmiczną z testowym lądowaniem nad oceanem |                             |                                                   | |                            |                                   | |                               |                              |                            |                            |
| 2015      | |                             |                                                   | |                            |                                   | |                               |                              |                            |                            |
| 14        | 10 stycznia 2015, 09:47:10 UTC | F9 v1.1 B1012               | CCAFS SLC-40, Stany Zjednoczone                   | SpaceX CRS-5 | 2395 kg                    | LEO (ISS)                         | NASA (CRS) | Sukces                        | Barka Niepowodzenie          | Barka Niepowodzenie        | Barka Niepowodzenie        |
| 14        | Piąty lot zaopatrzeniowy na Międzynarodową Stację Kosmiczną z testowym lądowaniem na barce. Próba nieudana z powodu wyczerpania płynu hydraulicznego w jednej z lotek, przez co rakieta lecąc pod kątem rozbiła się o barkę. |                             |                                                   | |                            |                                   | |                               |                              |                            |                            |
| 15        | 11 lutego 2015, 23:03 UTC | F9 v1.1 B1013               | CCAFS SLC-40, Stany Zjednoczone                   | DSCOVR | 570 kg                     | L1 Ziemia-Słońce                  | U.S. Air Force NASA NOAA                                                                                           | Sukces                        | Ocean Sukces                 | Ocean Sukces               | Ocean Sukces               |
| 15        | Pierwszy lot z użyciem rakiety Falcon 9 na odległość znacznie poza orbitę Księżyca. Ze względu na sztorm odwołano próbę lądowania na barce. Przeprowadzono jednak próbę nad oceanem, rakieta wodowała 10 m od wyznaczonego celu. |                             |                                                   | |                            |                                   | |                               |                              |                            |                            |
| 16        | 2 marca 2015, 03:50 | F9 v1.1 B1014               | CCAFS SLC-40, Stany Zjednoczone                   | ABS-3A | 4159 kg                    | GTO                               | ABS | Sukces                        | Bez próby                    | Bez próby                  | Bez próby                  |
| 16        | 2 marca 2015, 03:50 | F9 v1.1 B1014               | CCAFS SLC-40, Stany Zjednoczone                   | Eutelsat 119 West B | 4159 kg                    | GTO                               | Eutelsat | Sukces                        | Bez próby                    | Bez próby                  | Bez próby                  |
| 16        | Pierwszy lot na orbitę przejściową do geostacjonarnej z dwoma satelitami. Satelita ABS dotarł do celu wcześniej niż planowano i rozpoczął pracę 10 września. |                             |                                                   | |                            |                                   | |                               |                              |                            |                            |
| 17        | 14 kwietnia 2015, 20:10 | F9 v1.1 B1015               | CCAFS SLC-40, Stany Zjednoczone                   | SpaceX CRS-6 | 1898 kg                    | LEO (ISS)                         | NASA (CRS) | Sukces                        | Barka Niepowodzenie          | Barka Niepowodzenie        | Barka Niepowodzenie        |
| 17        | Szósty lot zaopatrzeniowy na Międzynarodową Stację Kosmiczną z testowym lądowaniem na barce. Rakieta dotarła na pokład barki, lecz przez niestabilne podejście zaraz po wylądowaniu wywróciła się, co spowodowało eksplozję paliwa i zniszczenie rakiety. |                             |                                                   | |                            |                                   | |                               |                              |                            |                            |
| 18        | 27 kwietnia 2015, 23:03 | F9 v1.1 B1016               | CCAFS SLC-40, Stany Zjednoczone                   | TurkmenAlem52E MonacoSAT | 4707 kg                    | GTO                               | Turkmenistan National Space Agency                                                                                 | Sukces                        | Bez próby                    | Bez próby                  | Bez próby                  |
| 18        | Start na orbitę przejściową do geostacjonarnej – pierwszy sztuczny satelita Turkmenistanu. |                             |                                                   | |                            |                                   | |                               |                              |                            |                            |
| 19        | 28 czerwca 2015, 14:21 UTC | F9 v1.1 B1018               | CCAFS SLC-40, Stany Zjednoczone                   | SpaceX CRS-7 | 1952 kg                    | LEO (ISS) (planowana)             | NASA (CRS) | Niepowodzenie                 | Barka N/A                    | Barka N/A                  | Barka N/A                  |
| 19        | Siódmy lot zaopatrzeniowy na Międzynarodową Stację Kosmiczną zakończył się niepowodzeniem. Rakieta uległa zniszczeniu z powodu zbyt wysokiego ciśnienia w drugim stopniu rakiety w 150 sekundzie lotu. Statek Dragon przetrwał eksplozję, lecz nie miał zaprogramowanej możliwości awaryjnego otwarcia spadochronów, SpaceX dodał tę możliwość do kolejnych wersji Dragona. |                             |                                                   | |                            |                                   | |                               |                              |                            |                            |
| 20        | 22 grudnia 2015, 01:29 | F9 FT B1019                 | CCAFS SLC-40, Stany Zjednoczone                   | Orbcomm Misja nr 2, 11 satelitów OG-2 | 1892 kg                    | LEO                               | Orbcomm | Sukces                        | Platforma LZ-1 Sukces        | Platforma LZ-1 Sukces      | Platforma LZ-1 Sukces      |
| 20        | Pierwszy lot zmodernizowanej rakiety Falcon 9 v1.1 nazwanej Full Thrust. SpaceX otrzymał również pozwolenie na lądowanie na platformie LZ-1, lądowanie zakończyło się sukcesem. |                             |                                                   | |                            |                                   | |                               |                              |                            |                            |
| 2016      | |                             |                                                   | |                            |                                   | |                               |                              |                            |                            |
| 21        | 17 stycznia 2016, 18:42 | F9 v1.1 B1017               | VAFB SLC-4E, Stany Zjednoczone                    | Jason-3 | 553 kg                     | Polarna LEO                       | NASA NOAA CNES | Sukces                        | Barka JRTI Niepowodzenie     | Barka JRTI Niepowodzenie   | Barka JRTI Niepowodzenie   |
| 21        | Ostatni lot niezmodernizowanej wersji Falcon 9 v1.1, satelita Jason-3 został umieszczony na swojej orbicie. Próba lądowania pierwszego stopnia na barce nieudana, z powodu niezadziałania blokady w jednej z nóg, co spowodowało przewrócenie się rakiety i eksplozję. |                             |                                                   | |                            |                                   | |                               |                              |                            |                            |
| 22        | 4 marca 2016, 23:35 | F9 FT B1020                 | CCAFS SLC-40, Stany Zjednoczone                   | SES-9 | 5271 kg                    | GTO                               | SES | Sukces                        | Barka OCISLY Niepowodzenie   | Barka OCISLY Niepowodzenie | Barka OCISLY Niepowodzenie |
| 22        | Pierwszy lot zmodernizowanej wersji na orbitę geostacjonarną. Lądowanie na barce bez sukcesu, lecz tym razem SpaceX nie spodziewał się udanego lądowania ze względu na zbyt małą ilość paliwa i zbyt ciężkiego ładunku. |                             |                                                   | |                            |                                   | |                               |                              |                            |                            |
| 23        | 8 kwietnia 2016, 20:43 | F9 FT B1021.1               | CCAFS SLC-40, Stany Zjednoczone                   | SpaceX CRS-8 | 3136 kg                    | LEO (ISS)                         | NASA (CRS) | Sukces                        | Barka OCISLY Sukces          | Barka OCISLY Sukces        | Barka OCISLY Sukces        |
| 23        | Pierwszy lot na ISS w tym roku, Dragon dostarczył zaopatrzenie + eksperymentalny moduł BEAM. Jednocześnie pierwsze udane lądowanie na barce. |                             |                                                   | |                            |                                   | |                               |                              |                            |                            |
| 24        | 6 maja 2016, 05:21 | F9 FT B1022                 | CCAFS SLC-40, Stany Zjednoczone                   | JCSAT-14 | 4696 kg                    | GTO                               | SKY Perfect JSAT Group                                                                                             | Sukces                        | Barka OCISLY Sukces          | Barka OCISLY Sukces        | Barka OCISLY Sukces        |
| 24        | Start satelity komunikacyjnego JCSAT 14 dla tokijskiej SKY Perfect JSAT Group. JCSAT 14 będzie zapewniał łączność sieciową, nadawanie telewizji satelitarnej oraz komunikację mobilną dla klientów w Japonii, Azji Wschodniej, Rosji, Oceanii, Hawajach oraz na innych wyspach pacyficznych. Pierwszy stopień, po raz pierwszy w ramach misji na GTO, wylądował na barce. |                             |                                                   | |                            |                                   | |                               |                              |                            |                            |
| 25        | 27 maja 2016, 21:39 | F9 FT B1023.1               | CCAFS SLC-40, Stany Zjednoczone                   | Thaicom 8 | 3100 kg                    | GTO                               | Thaicom | Sukces                        | Barka OCISLY Sukces          | Barka OCISLY Sukces        | Barka OCISLY Sukces        |
| 25        | Kolejny udany lot na orbitę GTO i lądowanie, ładunkiem był satelita telekomunikacyjny Thaicom 8, który będzie zapewniał łączność na terenie Tajlandii, Indii oraz Afryki. |                             |                                                   | |                            |                                   | |                               |                              |                            |                            |
| 26        | 15 czerwca 2016, 14:29 | F9 FT B1024                 | CCAFS SLC-40, Stany Zjednoczone                   | ABS 2A | 3600 kg                    | GTO                               | ABS | Sukces                        | Barka OCISLY Niepowodzenie   | Barka OCISLY Niepowodzenie | Barka OCISLY Niepowodzenie |
| 26        | 15 czerwca 2016, 14:29 | F9 FT B1024                 | CCAFS SLC-40, Stany Zjednoczone                   | Eutelsat 117 West B | 3600 kg                    | GTO                               | Eutelsat | Sukces                        | Barka OCISLY Niepowodzenie   | Barka OCISLY Niepowodzenie | Barka OCISLY Niepowodzenie |
| 26        | Kolejny udany lot na orbitę GTO, tym razem z dwoma satelitami telekomunikacyjnymi Eutelsat oraz ABS (Asia Broadcast Satellite). Lądowanie pierwszego stopnia nieudane z powodu niskiego ciągu w jednym z 3 silników podczas lądowania. |                             |                                                   | |                            |                                   | |                               |                              |                            |                            |
| 27        | 18 lipca 2016, 04:45 | F9 FT B1025.1               | CCAFS SLC-40, Stany Zjednoczone                   | SpaceX CRS-9 | 2257 kg                    | LEO (ISS)                         | NASA (CRS) | Sukces                        | Platforma LZ-1 Sukces        | Platforma LZ-1 Sukces      | Platforma LZ-1 Sukces      |
| 27        | Kolejny lot na ISS, statek Dragon zawiera eksperymenty, zaopatrzenie oraz nowy port dokujący IDA. Lądowanie pierwszego stopnia na platformie LZ-1 zakończone sukcesem. |                             |                                                   | |                            |                                   | |                               |                              |                            |                            |
| 28        | 14 sierpnia 2016, 05:26 | F9 FT B1026                 | CCAFS SLC-40, Stany Zjednoczone                   | JCSAT-16 | 4600 kg                    | GTO                               | SKY Perfect JSAT Group                                                                                             | Sukces                        | Barka OCISLY Sukces          | Barka OCISLY Sukces        | Barka OCISLY Sukces        |
| 28        | Kolejny satelita komunikacyjny z serii JCSAT (poprzednio wystrzelonej przez F9 w maju 2016). Misja w pełni udana, lądowanie pierwszego stopnia na barce. |                             |                                                   | |                            |                                   | |                               |                              |                            |                            |
| N/A       | 1 września 2016, 13:07 | F9 FT B1028                 | CCAFS SLC-40, Stany Zjednoczone                   | Amos 6 | 5500 kg                    | GTO (planowana)                   | Spacecom | Niepowodzenie (Przed startem) | Barka N/A                    | Barka N/A                  | Barka N/A                  |
| N/A       | Izraelski satelita Amos-6 od Spacecom był satelitą telekomunikacyjnym. 1 września 2016 roku na kilka minut przed planowanym testem statycznym, wystąpiła „nieprawidłowość” na platformie startowej, która spowodowała serię eksplozji, niszcząc całkowicie rakietę wraz z ładunkiem, uszkodzeniu uległa również sama platforma startowa. Jak później ustalono, przyczyną eksplozji było rozszczelnienie zbiornika z helem w drugim członie rakiety. |                             |                                                   | |                            |                                   | |                               |                              |                            |                            |
| 2017      | |                             |                                                   | |                            |                                   | |                               |                              |                            |                            |
| 29        | 14 stycznia 2017, 17:54 | F9 FT B1029.1               | VAFB SLC-4E, Stany Zjednoczone                    | Iridium NEXT 1-10 | 9600 kg                    | Polarna LEO                       | Iridium Communications                                                                                             | Sukces                        | Barka JRTI Sukces            | Barka JRTI Sukces          | Barka JRTI Sukces          |
| 29        | Powrót do lotów po wrześniowej awarii na platformie startowej. Iridium NEXT zastąpi poprzednią konstelację satelitów, wyniesioną na orbitę w latach 1997–2002. Każdy lot będzie wynosił po 10 satelitów, docelowa konstelacja ma mieć 75 satelitów. Oprócz udanego startu dolny stopień rakiety wrócił na Ziemię i wylądował na barce. |                             |                                                   | |                            |                                   | |                               |                              |                            |                            |
| 30        | 19 lutego 2017, 14:39 | F9 FT B1031.1               | KSC LC-39A, Stany Zjednoczone                     | SpaceX CRS-10 | 2490 kg                    | LEO (ISS)                         | NASA (CRS) | Sukces                        | Platforma LZ-1 Sukces        | Platforma LZ-1 Sukces      | Platforma LZ-1 Sukces      |
| 30        | Pierwszy lot z historycznej platformy LC-39A zlokalizowanej w Kennedy Space Center. Jest to kolejny lot zaopatrzeniowy na ISS, oraz kolejne udane lądowanie na platformie LZ-1. W dniu tego lotu SpaceX posiada już 8 odzyskanych pierwszych stopni. |                             |                                                   | |                            |                                   | |                               |                              |                            |                            |
| 31        | 16 marca 2017, 06:00 | F9 FT B1030                 | KSC LC-39A, Stany Zjednoczone                     | EchoStar 23 | 5600 kg                    | GTO                               | EchoStar | Sukces                        | Bez próby                    | Bez próby                  | Bez próby                  |
| 31        | Lot na orbitę GTO satelity EchoStar 23. Brak próby lądowania ze względu na ciężki ładunek. |                             |                                                   | |                            |                                   | |                               |                              |                            |                            |
| 32        | 31 marca 2017, 22:27 | F9 FT B1021.2               | KSC LC-39A, Stany Zjednoczone                     | SES-10 | 5300 kg                    | GTO                               | SES | Sukces                        | Barka OCISLY Sukces          | Barka OCISLY Sukces        | Barka OCISLY Sukces        |
| 32        | Pierwszy lot używanego pierwszego stopnia rakiety, który wylądował podczas misji CRS-8. Jest to przełomowy lot w dziedzinie ponownego użytku rakiet. |                             |                                                   | |                            |                                   | |                               |                              |                            |                            |
| 33        | 1 maja 2017, 11:15 | F9 FT B1032.1               | KSC LC-39A, Stany Zjednoczone                     | NROL-76 | Utajniona                  | Utajniona / LEO                   | NRO | Sukces                        | Platforma LZ-1 Sukces        | Platforma LZ-1 Sukces      | Platforma LZ-1 Sukces      |
| 33        | Tajny ładunek dla NRO, finalna orbita oraz masa ładunku są utajnione. Ze względu na tajność ładunku, na żywo pokazywano tylko ujęcia z pierwszego stopnia, co dało niesamowite ujęcia podczas powrotu na LZ-1. Po trzech tygodniach lotu satelitę NROL-76 odnaleźli na niebie astronomowie amatorzy i obliczono, że znajduje się on na niskiej orbicie okołoziemskiej o nachyleniu 50°. |                             |                                                   | |                            |                                   | |                               |                              |                            |                            |
| 34        | 15 maja 2017, 23:21 | F9 FT B1034                 | KSC LC-39A, Stany Zjednoczone                     | Inmarsat-5 F4 | 6070 kg                    | GTO                               | Inmarsat | Sukces                        | Bez próby                    | Bez próby                  | Bez próby                  |
| 34        | Misja pierwotnie planowana była dla Falcona Heavy. Ze względu na ciężar ładunku, brak próby odzyskania pierwszego stopnia. |                             |                                                   | |                            |                                   | |                               |                              |                            |                            |
| 35        | 3 czerwca 2017, 21:07 | F9 FT B1035.1               | KSC LC-39A, Stany Zjednoczone                     | SpaceX CRS-11 | 2722 kg                    | LEO (ISS)                         | NASA (CRS) | Sukces                        | Platforma LZ-1 Sukces        | Platforma LZ-1 Sukces      | Platforma LZ-1 Sukces      |
| 35        | Kolejny udany lot na ISS, pierwszy raz poleciała używana kapsuła Dragon, która wcześniej była użyta w misji CRS-4. Ze względu na trajektorię lotu, ok. 20 minut po starcie można było obserwować kapsułę Dragon oraz drugi stopień z Europy (w tym Polski). Obserwować można było na zachodnim horyzoncie. |                             |                                                   | |                            |                                   | |                               |                              |                            |                            |
| 36        | 23 czerwca 2017, 19:10 | F9 FT B1029.2               | KSC LC-39A, Stany Zjednoczone                     | BulgariaSat-1 | 3669 kg                    | GTO                               | Bulsatcom | Sukces                        | Barka OCISLY Sukces          | Barka OCISLY Sukces        | Barka OCISLY Sukces        |
| 36        | Drugi lot używanego uprzednio 1. członu rakiety (B1029), wcześniej wykorzystanego do wyniesienia satelitów Iridium. Satelita z tej misji to pierwszy bułgarski satelita komunikacyjny. Lądowanie na barce było udane, ale bardzo twarde, bardzo prawdopodobne że ten booster nie poleci już ponownie. |                             |                                                   | |                            |                                   | |                               |                              |                            |                            |
| 37        | 25 czerwca 2017, 20:25 | F9 FT B1036.1               | VAFB SLC-4E, Stany Zjednoczone                    | Iridium NEXT 11-20 | 9600 kg                    | Polarna LEO                       | Iridium Communications                                                                                             | Sukces                        | Barka JRTI Sukces            | Barka JRTI Sukces          | Barka JRTI Sukces          |
| 37        | Czwarty lot z platformy SLC-4E, kolejna porcja 10 satelitów do konstelacji Iridium NEXT. Rakieta która poleciała w tej misji miała zmodernizowane tytanowe „tarki” (z ang. grid fins) do sterowania rakietą podczas powrotu. Dzięki tej zmianie będą mogły zostać użyte więcej niż jeden raz bez ich naprawy (Dotychczasowe aluminiowe wymagały praktycznie wymiany po każdym locie). |                             |                                                   | |                            |                                   | |                               |                              |                            |                            |
| 38        | 5 lipca 2017, 23:38 | F9 FT/B3 B1037              | KSC LC-39A, Stany Zjednoczone                     | Intelsat 35e | 6761 kg                    | GTO                               | Intelsat | Sukces                        | Bez próby                    | Bez próby                  | Bez próby                  |
| 38        | Ze względu na masę ładunku – brak próby odzyskania 1. członu. |                             |                                                   | |                            |                                   | |                               |                              |                            |                            |
| 39        | 14 sierpnia 2017, 16:31 | F9 B4 B1039.1               | KSC LC-39A, Stany Zjednoczone                     | SpaceX CRS-12 | 3310 kg                    | LEO (ISS)                         | NASA (CRS) | Sukces                        | Platforma LZ-1 Sukces        | Platforma LZ-1 Sukces      | Platforma LZ-1 Sukces      |
| 39        | Pierwszy lot ulepszonej wersji Falcon 9 Block 4. Dalsze ulepszenie silników Merlin 1D przez zwiększenie ich maksymalnego ciągu, niewielkie modyfikacje struktury rakiety oraz inne drobne zmiany. Lot statku Dragon, który wyniósł ponad 6400 funtów materiałów naukowych, zapasów i sprzętu, w tym moduł CREAM do wykrywania promieniowania kosmicznego. W przeciwieństwie do poprzedniej misji użyto nowej kapsuły, w kolejnych mają lecieć już tylko odzyskane statki. |                             |                                                   | |                            |                                   | |                               |                              |                            |                            |
| 40        | 24 sierpnia 2017, 18:51 | F9 FT B1038.1               | VAFB SLC-4E, Stany Zjednoczone                    | FORMOSAT-5 | 475 kg                     | LEO (SSO)                         | NSPO | Sukces                        | Barka JRTI Sukces            | Barka JRTI Sukces          | Barka JRTI Sukces          |
| 40        | Satelita obserwacyjny Ziemi Tajwańskiej agencji kosmicznej. Pierwszy lot Falcona 9 na orbitę heliosynchroniczną. Niewielka masa satelity, pierwotnie zaplanowana na lot rakietą Falcon 1e, potem jako dodatkowy ładunek dla satelity SHERPA, po rezygnacji SHERPA poleciał samodzielnie. Jednocześnie jest to ostatni lot rakiety Falcon 9 Block 3 z nowym członem, następne będą już tylko z odzyskanych. |                             |                                                   | |                            |                                   | |                               |                              |                            |                            |
| 41        | 7 września 2017, 14:02 | F9 B4 B1040.1               | KSC LC-39A, Stany Zjednoczone                     | Boeing X-37B OTV-5 | 4990 kg + nieznany ładunek | LEO                               | U.S. Air Force | Sukces                        | Platforma LZ-1 Sukces        | Platforma LZ-1 Sukces      | Platforma LZ-1 Sukces      |
| 41        | Lot bezzałogowego promu kosmicznego dla sił powietrznych USA. Jest to 5 lot promu w ramach programu OTV (Orbital Test Vehicle), oraz trzeci lot modelu promu OTV-1 (nie mylić z misją OTV-1, gdzie również użyty został prom OTV-1), który pierwszy raz wyniesiony za pomocą Falcona 9. Misja tego promu jest w większości utajniona. |                             |                                                   | |                            |                                   | |                               |                              |                            |                            |
| 42        | 9 października 2017, 12:37 | F9 B4 B1041.1               | VAFB SLC-4E, Stany Zjednoczone                    | Iridium NEXT 21-30 | 9600 kg                    | Polarna LEO                       | Iridium Communications                                                                                             | Sukces                        | Barka JRTI Sukces            | Barka JRTI Sukces          | Barka JRTI Sukces          |
| 42        | Kolejny lot z platformy SLC-4E, kolejna porcja 10 satelitów do konstelacji Iridium NEXT. |                             |                                                   | |                            |                                   | |                               |                              |                            |                            |
| 43        | 11 października 2017, 22:53 | F9 FT B1031.2               | KSC LC-39A, Stany Zjednoczone                     | SES-11 / EchoStar 105 | 5200 kg                    | GTO                               | SES EchoStar | Sukces                        | Barka OCISLY Sukces          | Barka OCISLY Sukces        | Barka OCISLY Sukces        |
| 43        | Trzeci lot używanym już wcześniej 1. członem (z misji CRS-10) oraz ponowne lądowanie. Wyniesiony ładunek to jeden satelita telekomunikacyjny pod dwiema nazwami – SES-11/Echostar 105. |                             |                                                   | |                            |                                   | |                               |                              |                            |                            |
| 44        | 30 października 2017, 19:34 | F9 B4 B1042                 | KSC LC-39A, Stany Zjednoczone                     | Koreasat 5A | 3500 kg                    | GTO                               | KT Corporation | Sukces                        | Barka OCISLY Sukces          | Barka OCISLY Sukces        | Barka OCISLY Sukces        |
| 44        | Pierwszy lot rakiety Falcon 9, w wersji blocku 4. na orbitę przejściową do geostacjonarnej. Ładunek w tej misji to koreański satelita telekomunikacyjny, głównie dla krajów azjatyckich oraz częściowo wschodniej afryki. Główne zadania satelity to internet, telewizja i komunikacja. Lądowanie udane, jednak podczas niego rakieta doznała poważnych uszkodzeń. Z tego powodu człon nie poleciał ponownie. Jednocześnie jest to ostatni lot rakiety Falcon 9 z historycznej platformy LC-39A przed remontem, w celu obsługiwania rakiet Falcon Heavy. |                             |                                                   | |                            |                                   | |                               |                              |                            |                            |
| 45        | 15 grudnia 2017, 15:36 | F9 FT B1035.2               | CCAFS SLC-40, Stany Zjednoczone                   | SpaceX CRS-13 | 2205 kg                    | LEO (ISS)                         | NASA (CRS) | Sukces                        | Platforma LZ-1 Sukces        | Platforma LZ-1 Sukces      | Platforma LZ-1 Sukces      |
| 45        | Pierwszy lot z SLC-40 po renowacji. Po raz pierwszy użyto pierwszy stopień już wykorzystany w misji CRS (booster z CRS-11) oraz używaną kapsułę dragon (z misji CRS-6) |                             |                                                   | |                            |                                   | |                               |                              |                            |                            |
| 46        | 23 grudnia 2017, 01:27 | F9 FT B1036.2               | VAFB SLC-4E, Stany Zjednoczone                    | Iridium NEXT 31-40 | 9600 kg                    | Polarna LEO                       | Iridium Communications                                                                                             | Sukces                        | Ocean Sukces                 | Ocean Sukces               | Ocean Sukces               |
| 46        | Kolejny (już czwarty) lot z porcją konstelacji satelitów Iridium NEXT, oraz pierwszy lot z używanym już wcześniej boosterem. Ze względu na wyższą orbitę i prace serwisowe barki „JRTI” nie odzyskano pierwszego stopnia. Wyższa orbita ma zapewnić szybsze przejście satelitów w tryb operacyjny. |                             |                                                   | |                            |                                   | |                               |                              |                            |                            |
| 2018      | |                             |                                                   | |                            |                                   | |                               |                              |                            |                            |
| 47        | 8 stycznia 2018, 01:00 | F9 B4 B1043.1               | CCAFS SLC-40, Stany Zjednoczone                   | Zuma | Utajniona                  | LEO                               | Northrop Grumman                                                                                                   | Sukces (start)                | Platforma LZ-1 Sukces        | Platforma LZ-1 Sukces      | Platforma LZ-1 Sukces      |
| 47        | Ładunek tej rakiety to tajny satelita „Zuma” stworzony przez Northrop Grumman. Udane lądowanie na LZ-1. Misja ze strony SpaceX była udana. Ze względu na ściśle tajną misję, brak danych na temat powodzenia misji. Owiewka została odseparowana później, niż planowano. Są niepotwierdzone informacje o nieudanej separacji satelity. Następnego dnia drugi człon wszedł zgodnie z planem w atmosferę nad Oceanem Indyjskim. Northrop Grumman nie wydał żadnego, jak do tej pory, stanowiska na temat stanu ładunku. Za ewentualną porażkę odpowiada Northrop Grumman ponieważ to oni dostarczyli gotowy ładunek zamknięty w owiewce. |                             |                                                   | |                            |                                   | |                               |                              |                            |                            |
| 48        | 31 stycznia 2018, 21:23 | F9 FT B1032.2               | CCAFS SLC-40, Stany Zjednoczone                   | GovSat-1 | 4230 kg                    | GTO                               | SES | Sukces                        | Ocean Sukces                 | Ocean Sukces               | Ocean Sukces               |
| 48        | Ostatni lot rakiety Falcon 9 Full Thrust Block 3, z Florydy. Ładunek w tej misji to Luksemburski telekomunikacyjny satelita GovSat-1. Technicznie 1. człon mógł wylądować na barce, która wówczas była na Atlantyku, ale jest ona przeznaczona na lądowanie centralnego 1. członu Falcona Heavy, którego start zaplanowany jest na 6 lutego. Gdyby 1. człon z tego startu wylądował na barce, to nie zdążyłaby wrócić do portu i z powrotem na Atlantyk. Co ciekawe, 1. człon miał ulec destrukcji poprzez uderzenie o taflę oceanu, jednak rakieta przetrwała zderzenie w stanie nienaruszonym. |                             |                                                   | |                            |                                   | |                               |                              |                            |                            |
| FH #1     | 6 lutego 2018, 20:45 | Heavy B1023.2 B1025.2 B1033 | KSC LC-39A, Stany Zjednoczone                     | Tesla Roadster | ~1600 kg                   | HCO                               | SpaceX | Sukces                        | Platforma LZ-1 Sukces        |                            |                            |
| FH #1     | 6 lutego 2018, 20:45 | Heavy B1023.2 B1025.2 B1033 | KSC LC-39A, Stany Zjednoczone                     | Tesla Roadster | ~1600 kg                   | HCO                               | SpaceX | Sukces                        | Platforma LZ-2 Sukces        |                            |                            |
| FH #1     | 6 lutego 2018, 20:45 | Heavy B1023.2 B1025.2 B1033 | KSC LC-39A, Stany Zjednoczone                     | Tesla Roadster | ~1600 kg                   | HCO                               | SpaceX | Sukces                        | Barka Niepowodzenie          |                            |                            |
| FH #1     | Pierwszy lot rakiety Falcon Heavy, która wyniosła samochód Tesla Roadster. Samochód osiągnie wysokość orbity Marsa. Początkowo była mowa o orbicie wokół Czerwonej Planety, później tylko przelot, a w końcu Elon Musk stwierdził, iż ze względu na niekorzystne położenie planet w ogóle obok niego nie przeleci. Boczne człony pomyślnie wylądowały, kontakt z barką urwany w momencie lądowania. Później na konferencji prasowej dyrektor firmy SpaceX stwierdził, że centralny człon uderzył o powierzchnię oceanu a odłamki uszkodziły poważnie barkę, powodem tego było odpalenie tylko jednego silnika z trzech (do lądowania), którego przyczyną było skończenie się mieszanki TEA-TEB (służy ona do zapłonu silników). Ostateczne parametry orbitalne ładunku testowego 0.99 AU x 1.71 AU x 1.1 stopni |                             |                                                   | |                            |                                   | |                               |                              |                            |                            |
| 49        | 22 lutego 2018, 14:17 | F9 FT B1038.2               | VAFB SLC-4E, Stany Zjednoczone                    | Paz Tintin A & B | 1350 kg                    | SSO                               | Hisdesat exactEarth SpaceX                                                                                         | Sukces                        | Bez próby                    |                            |                            |
| 49        | Lot hiszpańskiego satelity radarowego, dodatkowym ładunkiem były testowe satelity konstelacji SpaceX. Brak próby lądowania ze względu na starą wersję rakiety. Lot z ulepszoną wersją owiewki, próba jej odzyskania – planowane lądowanie na pokładzie statku Mr. Steven, skończyło się wodowaniem w pacyfiku, niedaleko statku. Ostatni lot rakiety Falcon 9 Full Thrust w blocku 3. |                             |                                                   | |                            |                                   | |                               |                              |                            |                            |
| 50        | 6 marca, 05:33 | F9 B4 B1044                 | CCAFS SLC-40, Stany Zjednoczone                   | Hispasat 30W-6 | 6092 kg                    | GTO                               | Hispasat | Sukces                        | Bez próby                    |                            |                            |
| 50        | Jubileuszowy 50. lot rakiety Falcon 9. Ładunek to Hiszpański satelita telekomunikacyjny, z serii Hispasat. Początkowa data zaplanowana na 26 lutego została przełożona z powodu problemów z owiewką. Kolejny termin – 1 marca musiał został przełożony, ze względu na start rakiety Atlas V z sąsiedniej platformy SLC-41. Ze względu na sztorm zrezygnowano z lądowania na barce. |                             |                                                   | |                            |                                   | |                               |                              |                            |                            |
| 51        | 30 marca 2018 15:17 | F9 B4 B1041.2               | VAFB SLC-4E, Stany Zjednoczone                    | Iridium NEXT 41-50 | 9600 kg                    | LEO                               | Iridium Communications                                                                                             | Sukces                        | Bez próby                    |                            |                            |
| 51        | Kolejny lot rakiety Falcon 9 z porcją satelitów Iridium. Z powodu awarii turbiny barki i lot starej wersji 1. człon nie został odzyskany. Przeprowadzono za to próbę wodowania w Pacyfiku, której sukces nie został potwierdziony. |                             |                                                   | |                            |                                   | |                               |                              |                            |                            |
| 52        | 2 kwietnia 2018, 20:30 | F9 B4 B1039.2               | CCAFS SLC-40, Stany Zjednoczone                   | SpaceX CRS-14 | 2647 kg                    | LEO (ISS)                         | NASA (CRS) | Sukces                        | Bez próby                    |                            |                            |
| 52        | Pierwsza w 2018 roku misja zaopatrzeniowa na ISS. Został użyty booster z misji CRS-12 oraz statek dragon z misji CRS-8. Brak odzyskania boostera, został on skierowany na testowy lot nowego profilu wkraczania w atmosferę. |                             |                                                   | |                            |                                   | |                               |                              |                            |                            |
| 53        | 18 kwietnia 2018, 22:51 | F9 B4 B1045.1               | CCAFS SLC-40, Stany Zjednoczone                   | Transiting Exoplanet Survey Satellite | 362 kg                     | HEO                               | NASA | Sukces                        | Barka OCISLY Sukces          |                            |                            |
| 53        | Pierwszy lot rakiety Falcon 9 na wysoką orbitę okołoziemską i drugi dalej niż na orbitę geostacjonarną. Ładunek w tym locie to teleskop kosmiczny TESS do odkrywania egzoplanet w pobliskich układach gwiezdnych. Ma zastąpić Kosmiczny Teleskop Keplera. Ostatni lot rakiety Falcon 9 w blocku 4. z nowym 1. członem. |                             |                                                   | |                            |                                   | |                               |                              |                            |                            |
| 54        | 11 maja 2018, 20:14 | F9 B5 B1046.1               | KSC LC-39A, Stany Zjednoczone                     | Bangabandhu-1 | 3500 kg                    | GTO                               | Thales-Alenia BTRC                                                                                                 | Sukces                        | Barka OCISLY Sukces          |                            |                            |
| 54        | Pierwszy lot rakiety Falcon 9 w bloku 5. Ostateczna wersja posiada ulepszone silniki Merlin 1D do stopnia maksymalnego, nowe nogi do lądowania, które mogą zostać złożone. Osłona dla 2. członu została poważnie zmodyfikowana. Natomiast 1. człon może być ponownie używany co najmniej 10 razy. Ładunek tej misji to pierwszy pełnowymiarowy Bangladeski satelita. Jego zadaniem będzie telekomunikacja. Owiewka nie została odzyskana. |                             |                                                   | |                            |                                   | |                               |                              |                            |                            |
| 55        | 22 maja 2018, 19:37 | F9 B4 B1043.2               | VAFB SLC-4E, Stany Zjednoczone                    | Iridium NEXT 51-55 | 5460 kg                    | Polarna LEO                       | Iridium Communications                                                                                             | Sukces                        | Bez próby                    |                            |                            |
| 55        | 22 maja 2018, 19:37 | F9 B4 B1043.2               | VAFB SLC-4E, Stany Zjednoczone                    | GRACE-FO 1,2 | 5460 kg                    | Polarna LEO                       | DLR | Sukces                        | Bez próby                    |                            |                            |
| 55        | Lot z używanym prędzej 1. członem, z utajnionej misji Zuma. Ostatni lot rakiety Falcon 9 w blocku 4. z Kalifornii (VAFB). Ładunki w tej misji, to 5 amerykańskich telekomunikacyjnych satelitów z serii Iridium NEXT i dwa niemieckie naukowe satelity GRACE-FO, które mają zastąpić dwa satelity GRACE. Ze względu na lot starej wersji rakiety, która nadaje się tylko do dwukrotnego użytku, i awarię barki 1. człon nie został odzyskany. Podjęto próbę odzyskania owiewki, lecz nie powiodła się. Owiewka nie trafiła w statek Mr. Steven i wylądowała w oceanie |                             |                                                   | |                            |                                   | |                               |                              |                            |                            |
| 56        | 4 czerwca 2018, 04:45 | F9 B4 B1040.2               | CCAFS SLC-40, Stany zjednoczone                   | SES-12 | 5400 kg                    | GTO                               | SES S.A. | Sukces                        | Bez próby                    |                            |                            |
| 56        | Lot z używanym członem ze startu wahadłowca Boeing X-37B. Aktualnie największy satelita SES. Jego zadaniem jest telekomunikacja dla krajów Azji. Ze względu na lot starej wersji i masę ładunku 1. człon nie został odzyskany. Tym razem owiewka również nie została odzyskana. |                             |                                                   | |                            |                                   | |                               |                              |                            |                            |
| 57        | 29 czerwca 2018, 09:42 | F9 B4 B1045.2               | CCAFS SLC-40, Stany zjednoczone                   | SpaceX CRS-15 | 2600 kg                    | LEO (ISS)                         | NASA | Sukces                        | Bez próby                    |                            |                            |
| 57        | 15 misja zaopatrzeniowa do ISS statku Dragon, tym razem z kapsułą z msiji SpaceX CRS-9. Lot używanym członem z misji TESS. W tym locie został pobity rekord ponownego użycia członu (2,5 miesiąca). Ostatni orbitalny lot rakiety Falcon 9 Block 4. Następne loty używać będą tylko wariantu Block 5. |                             |                                                   | |                            |                                   | |                               |                              |                            |                            |
| 58        | 22 lipca 2018, 05:50 | F9 B5 B1047.1               | CCAFS SLC-40, Stany Zjednoczone                   | TelStar 19V | 7075 kg                    | Sub-GTO                           | Telesat | Sukces                        | Barka OCISLY Sukces          |                            |                            |
| 58        | Aktualnie najcięższy ładunek wyniesiony rakietą Falcon 9 na orbitę geostacjonarną. Największy komercyjny satelita komunikacyjny. |                             |                                                   | |                            |                                   | |                               |                              |                            |                            |
| 59        | 25 lipca 2018, 11:39 | F9 B5 B1048.1               | VAFB, SLC-4E                                      | Iridium NEXT 56-65 | 9600 kg                    | Polarna LEO                       | Iridium Communications                                                                                             | Sukces                        | Barka JRTI Sukces            |                            |                            |
| 59        | Siódmy i przedostatni lot rakiety Falcon 9 z satelitami Iridium. Pierwszy lot rakiety Falcon 9 Block 5 z Kalifornii. Lądowanie pierwszego członu zakończone sukcesem, jednak pogoda nie dawała dużych szans na lądowanie pierwszego członu i owiewki. Pierwsza próba lądowania owiewki na zmodernizowanej, czterokrotnie większej siatce do łapania owiewek zakończona niepowodzeniem. |                             |                                                   | |                            |                                   | |                               |                              |                            |                            |
| 60        | 7 sierpnia 2018, 05:19 | F9 B5 B1046.2               | CCAFS SLC-40                                      | Merah Putih | 5800 kg                    | GTO                               | Telkom Indonesia                                                                                                   | Sukces                        | Barka OCISLY Sukces          |                            |                            |
| 60        | Pierwszy lot używanego prędzej członu bloku 5. (z misji Banghangbandhu 1). Ładunkiem misji jest satelita telekomunikacyjny, który ma zastąpić satelitę Telkom 1. |                             |                                                   | |                            |                                   | |                               |                              |                            |                            |
| 61        | 10 września 2018, 06:45 | F9 B5 B1049.1               | CCAFS SLC-40                                      | TelStar 18 Vantage (APStar 5C) | 7060 kg                    | Sub-GTO                           | Telesat | Sukces                        | Barka OCISLY Sukces          |                            |                            |
| 61        | Satelita komunikacyjny. Jego zadaniem jest telekomunikacja dla krajów azjatyckich. Apogeum: ~18000 km. |                             |                                                   | |                            |                                   | |                               |                              |                            |                            |
| 62        | 8 października 2018, 02:21 | F9 B5 B1048.2               | VAFB SLC-4E                                       | Saocom 1A | 3000 kg                    | LEO (SSO)                         | CONAE | Sukces                        | Platforma LZ-4 Sukces        |                            |                            |
| 62        | Lot argentyńskiego satelity obserwacyjnego z używanym prędzej pierwszym członem z 7. lotem Iridium NEXT. Start pierwotnie planowano na 2012 rok. Podczas tego startu odbyło się pierwsze lądowanie na platformie LZ-4, którą zbudowano na miejscu platformy SLC-4W, i pierwsze na lądzie z kosmodromu VAFB. |                             |                                                   | |                            |                                   | |                               |                              |                            |                            |
| 63        | 15 listopada 2018, 20:46 | F9 B5 B1047.2               | KSC LC-39A                                        | Es’hail 2 | 3000 kg                    | GTO                               | Es’hailSat | Sukces                        | Barka OCISLY Sukces          |                            |                            |
| 63        | Lot satelity Kataru. Stacjonować będzie na 21° na wschód. Oznacza to, że będzie można odebrać sygnały w Polsce. |                             |                                                   | |                            |                                   | |                               |                              |                            |                            |
| 64        | 3 grudnia 2018, 18:34 | F9 B5 B1046.3               | VAFB SLC-4E                                       | Lot SSO-A/wyrzutnia Sherpa (64 satelity)                                                                                                  | 3000 kg                    | LEO (SSO)                         | Spaceflight Industries                                                                                             | Sukces                        | Barka JRTI Sukces            |                            |                            |
| 64        | Pierwszy lot z trzecim użyciem tego samego członu (z misji Bangabandhu-1 i Merah Putih). Pierwszy człon, który wystartuje ze wszystkich trzech platform obsługujących rakiety Falcon 9. W tej misji poleciał polski satelita PW-Sat2. Ze względu na przygotowania do startu Delty IV Heavy lądowanie odbyło się na barce Pełna lista ładunków: AISTECH SAT 2, Al-Farabi 2, Astrocast 01, Audacy 0, BEESAT (4), BlackHawk, BlackSky Global 2, BRIO, Centauri I, CORVUS BC, CSIM, EAGLET 1, ELaNA 24 (IRVINE02, WeissSat 1), Elysium Star II, ENOCH, ESEO (FUNcube 4), Eu:CROPIS, eXCITe (PTB 1, SeeMee), Exseed, FalconSat 6, Flock 3s (3), Fox 1C (1Cliff), Hamilton 1, HawkEye Pathfinder 1..3, HIBER 2, IceCAP, Iceye 2, ITASAT 1, JY1SAT, K2SAT, KazSciSat 1, KazSTSat, KNACKSAT, MinXSS 2, MOVE II, NEXTSat 1, ORS 1, Polar Scout 1/2 (ORS 7), PW-Sat2, RAAF M1, RANGE A/B, ROSE 1, SeaHawk 1, SIRION Pathfinder 2, SkySat 14/15 (SkySat-2 12/13), SNUGLITE, SNUSAT 2, SpaceBEE 9..11, SpaceCap (Capella 1), STPSat 5, Suomi100, US Government (3), US Government (2), THEA, VESTA, VisionCube, ZACube 2.                                     |                             |                                                   | |                            |                                   | |                               |                              |                            |                            |
| 65        | 5 grudnia 2018, 18:16 | F9 B5 B1050                 | CCAFS SLC-40                                      | SpaceX CRS-16 | 2573 kg                    | LEO (ISS)                         | NASA (CRS) | Sukces                        | Platforma LZ-1 Niepowodzenie |                            |                            |
| 65        | Lot zaopatrzeniowy do Międzynarodowej Stacji Kosmicznej. Lądowanie 1. członu nieudane z powodu awarii lotki. SpaceX utraciło kontrolę nad członem podczas wejścia w atmosferę. Finalnie lądowanie odbyło się w Oceanie Atlantyckim. Następnie booster został odholowany do Portu Canaveral. Elon Musk poinformował, że booster może zostać użyty ponownie w wewnętrzynych misjach SpaceX (np. loty z satelitami Starlink). |                             |                                                   | |                            |                                   | |                               |                              |                            |                            |
| 66        | 23 grudnia 2018, 13:51 | F9 B5 B1054                 | CCAFS SLC-40                                      | GPS III SV01 | 3880 kg                    | MEO                               | USAF | Sukces                        | Bez próby                    |                            |                            |
| 66        | Pierwszy lot rakiety Falcon 9, w ramach programu EELV. Program nie pozwala na lądowanie 1. członu. Pierwszy satelita GPS 3. generacji. |                             |                                                   | |                            |                                   | |                               |                              |                            |                            |
| 2019      | |                             |                                                   | |                            |                                   | |                               |                              |                            |                            |
| 67        | 11 stycznia 2019, 15:31 | F9 B5 B1049.2               | VAFB SLC-4E                                       | Iridium NEXT 66-75 | 9600 kg                    | Polarna LEO                       | Iridium Communications                                                                                             | Sukces                        | Barka JRTI Sukces            |                            |                            |
| 67        | Ostatni lot rakiety Falcon 9 z konstelacją satelitów Iridium NEXT. Lot z używanym 1. członem z misji TelStar 18V. |                             |                                                   | |                            |                                   | |                               |                              |                            |                            |
| 68        | 22 lutego, 01:45 | F9 B5 B1048.3               | CCAFS SLC-40                                      | Nasuntara Satu Beresheet AFRL S5 | 4735 kg 585 kg 60 kg       | GTO GTO/ssGTO/TLI GTO             | PSN SpaceIL USAF                                                                                                   | Sukces                        | Barka OCISLY Sukces          |                            |                            |
| 68        | Lot indonezyjskiego satelity na orbitę geostacjonarną. Dodatkowo poleciał tajny wojskowy ładunek AFRL S5 i lądownik Beresheet, który najpierw za pomocą własnego napędu osiągnie supersynchroniczną orbitę geostacjonarną o apogeum ~60000 km, skąd osiągnął Księżycową orbitę transferową w przeciągu 2 miesięcy, jednak rozbił się podczas próby lądowania. Jest to pierwsza księżycowa misja Izraela. Lot z używanym 3. raz ponownie 1. członem z misji Iridium NEXT 7 i Saocom 1A |                             |                                                   | |                            |                                   | |                               |                              |                            |                            |
| 69        | 2 marca, 07:49 | F9 B5 B1051.1               | KSC LC-39A                                        | SpaceX DM-1 | 12055 kg                   | LEO (ISS)                         | NASA (CCD) | Sukces                        | Barka OCISLY Sukces          |                            |                            |
| 69        | Pierwszy lot statku Dragon 2. Bezzałogowa demonstracyjna misja statku, który ma w przyszłości wynosić załogę na Międzynarodową Stacje Kosmiczną. Pierwotnie start był zaplanowany na wczesny rok 2015. Jednocześnie jest to pierwszy start rakiety ze skończonej po remoncie platformy LC-39A. |                             |                                                   | |                            |                                   | |                               |                              |                            |                            |
| FH #2     | 12 kwietnia, 22:35 | Heavy B1052.1 B1055 B1053.1 | KSC LC-39A                                        | ArabSat 6A | 6000 kg                    | GTO                               | Arabsat | Sukces                        | Platforma LZ-1 Sukces        |                            |                            |
| FH #2     | 12 kwietnia, 22:35 | Heavy B1052.1 B1055 B1053.1 | KSC LC-39A                                        | ArabSat 6A | 6000 kg                    | GTO                               | Arabsat | Sukces                        | Platforma LZ-2 Sukces        |                            |                            |
| FH #2     | 12 kwietnia, 22:35 | Heavy B1052.1 B1055 B1053.1 | KSC LC-39A                                        | ArabSat 6A | 6000 kg                    | GTO                               | Arabsat | Sukces                        | Barka OCISLY Sukces          |                            |                            |
| FH #2     | Drugi lot rakiety Falcon Heavy oraz pierwszy komercyjny. Pierwsze udane w historii lądowanie trzech członów relatywnie w tym samym czasie. Pierwszy człon pobił rekord najdalszego lądowania rakiety od miejsca startu (ponad 1000 km), jednak w trakcie transportu powrotnego ze względu na sztorm człon spadł z barki do wody. Odbyła się również próba odzysku owiewki, która nie wylądowała na statku, lecz obok niego. Owiewka ma zostać użyta ponownie podczas startu z satelitami Starlink. Boczne człony mają zostać użyte ponownie podczas następnego startu tej rakiety w czerwcu. Ładunkiem podczas tego lotu był sześciotonowy satelita Arabii Saudyjskiej ArabSat 6A. |                             |                                                   | |                            |                                   | |                               |                              |                            |                            |
| 70        | 4 maja, 06:48 | F9 B5 B1056.1               | CCAFS SLC-40                                      | SpaceX CRS-17 | 2495 kg                    | LEO (ISS)                         | NASA | Sukces                        | Barka OCISLY Sukces          |                            |                            |
| 70        | Lot zaopatrzeniowy w ramach programu Commercial Resupply Services. Lądowanie pierwotnie planowane na platformie LZ-1 odbyło się na barce, ze względu na anomalię statku Dragon 2. |                             |                                                   | |                            |                                   | |                               |                              |                            |                            |
| 71        | 24 maja, 02:30 | F9 B5 B1049.3               | CCAFS SLC-40                                      | Starlink - 1 60 satelitów Starlink v0.9                                                                                                   | 18500 kg                   | LEO                               | SpaceX | Sukces                        | Barka OCISLY Sukces          |                            |                            |
| 71        | Aktualnie najcięższy ładunek wyniesiony rakietą Falcon 9. Testowy lot porcji satelitów internetowych Starlink. Docelowo konstelacja ma posiadać kilka tysięcy satelitów. Lot z używanym członem z misji TelStar 18V i Iridium-8. |                             |                                                   | |                            |                                   | |                               |                              |                            |                            |
| 72        | 12 czerwca, 14:17 | F9 B5 B1051.2               | VAFB SLC-4E                                       | RADARSAT Constellation (3 satelity) | 4200 kg                    | SSO                               | Kanadyjska Agencja Kosmiczna                                                                                       | Sukces                        | Platforma LZ-4 Sukces        |                            |                            |
| 72        | Trzy satelity kanadyjskiego programu RADARSAT mające zastąpić RADARSAT-1 i 2. Nowe satelity posiadają Automated Identification System (AIS) służący ich lokalizacji. Początkowo misja była planowana na luty, jednak na skutek utraty boostera B1050 musiano zamienić go na B1051 i potrzebowano czasu na jego renowację i transport na zachodnie wybrzeże. Booster wylądował na platformie LZ-4 w całkowitej mgle. Ładunek wyniesiony w tym locie wart był 900 mln USD co czyni go drugim najdroższym ładunkiem wystrzelonym przez SpaceX. |                             |                                                   | |                            |                                   | |                               |                              |                            |                            |
| FH #3     | 25 czerwca, 6:30 | Heavy B1052.2 B1057 B1053.2 | KSC LC-39A                                        | Space Test Program-2 (STP-2) (DSX, FormoSat-7 A/B/C/D/E/F, Prox-1 / LightSail 2, GPIM, DSAC, OTB, ISAT, wyrzutnia SHERPA (?))             | 3700 kg                    | LEO / MEO                         | United States Air Force                                                                                            | Sukces                        | Platforma LZ-1 Sukces        |                            |                            |
| FH #3     | 25 czerwca, 6:30 | Heavy B1052.2 B1057 B1053.2 | KSC LC-39A                                        | Space Test Program-2 (STP-2) (DSX, FormoSat-7 A/B/C/D/E/F, Prox-1 / LightSail 2, GPIM, DSAC, OTB, ISAT, wyrzutnia SHERPA (?))             | 3700 kg                    | LEO / MEO                         | United States Air Force                                                                                            | Sukces                        | Platforma LZ-2 Sukces        |                            |                            |
| FH #3     | 25 czerwca, 6:30 | Heavy B1052.2 B1057 B1053.2 | KSC LC-39A                                        | Space Test Program-2 (STP-2) (DSX, FormoSat-7 A/B/C/D/E/F, Prox-1 / LightSail 2, GPIM, DSAC, OTB, ISAT, wyrzutnia SHERPA (?))             | 3700 kg                    | LEO / MEO                         | United States Air Force                                                                                            | Sukces                        | Barka OCISLY Niepowodzenie   |                            |                            |
| FH #3     | Wojskowa misja certyfikująca rakietę Falcon Heavy do programu EELV z 24 satelitami. W ramach misji OTB na orbitę zostaną wysłane 152 kapsułki z prochami zmarłych, przygotowane przez firmę Celestis Memorial Spaceflights. Jest to jedna z najtrudniejszych misji – satelity mają zostały umieszczone na czterech różnych orbitach, co wymagało czterokrotnego uruchomienia silnika drugiego stopnia. Lot z dwoma używanymi członami ze startu satelity Arabsat-6A. Człon centralny był nowy, jednak w wyniku braku wystarczającej ilości paliwa oraz wysokiej prędkości, SpaceX w ostatnim momencie zrezygnowało z próby lądowania na barce z powodu uszkodzeń jednego z silników podczas gwałtownego i trudnego wejścia w atmosferę oraz wielu innych uszkodzeń oraz błędów. Człon ostatecznie rozbił się w oceanie niedaleko barki, jednak tym razem SpaceX nie spodziewało się udanego lądowania, gdyż ze względu na wymagania ładunków człon musiał podchodzić do lądowania z najmniejszą ilością paliwa w historii lądowań rakiet Falcon. Po raz pierwszy w historii udało się złapać w sieć połowę owiewki, druga część wpadła do oceanu. |                             |                                                   | |                            |                                   | |                               |                              |                            |                            |
| 73        | 25 lipca, 22:01 | F9 B5 B1056.2               | CCAFS SLC-40                                      | SpaceX CRS-18 | 2268 kg                    | LEO (ISS)                         | NASA | Sukces                        | Platforma LZ-1 Sukces        |                            |                            |
| 73        | Lot statku Dragon w ramach misji Commercial Resupply Services. Lot z używanym członem z misji SpaceX CRS-17 oraz kapsuła z misji. Pierwszy lot ponownie używanej kapsuły Dragon po raz 3. (z misji SpaceX CRS-16 i SpaceX CRS-13). W ramach misji na stację poleciały również International Docking Adapter (IDA-3) i satelity w ramach misji ELaNa 27 RFTSat CubeSat. |                             |                                                   | |                            |                                   | |                               |                              |                            |                            |
| 74        | 6 sierpnia, 23:23 | F9 B5 B1047.3               | CCAFS SLC-40                                      | Amos 17 | 6500 kg                    | GTO                               | Spacecom | Sukces                        | Bez próby                    |                            |                            |
| 74        | Darmowa misja dla Spacecom w zamian za utraconego na wyrzutni satelitę AMOS-6. Nie podjęto próby odzyskania pierwszego członu rakiety, został on pozbawiony lotek sterowych i nóg do lądowania. |                             |                                                   | |                            |                                   | |                               |                              |                            |                            |
| 75        | 11 listopada, 14:56 | F9 B5 B1048.4               | CCAFS SLC-40                                      | Starlink-2 | 15600 kg                   | LEO                               | SpaceX | Sukces                        | Barka OCISLY Sukces          |                            |                            |
| 75        | Lot porcji 60 satelitów Starlink v1.0. Człon rakiety został użyty czwarty raz (z misji Iridium-7, Saocom-1A oraz Nasuntara Satu), pierwszy start z odzyskanymi owiewkami. Misja została oznaczona jako Starlink-1. |                             |                                                   | |                            |                                   | |                               |                              |                            |                            |
| 76        | 5 grudnia, 17:29 | F9 B5 B1059.1               | CCAFS SLC-40                                      | SpaceX CRS-19 | 2617 kg                    | LEO (ISS)                         | NASA | Sukces                        | Barka OCISLY Sukces          |                            |                            |
| 76        | Przedostatni lot statku Dragon w ramach podstawowego programu CRS. Drugi lot ponownie użytej kapsuły po raz 3. (z misji CRS-4 i CRS-11). |                             |                                                   | |                            |                                   | |                               |                              |                            |                            |
| 77        | 17 grudnia 00:10 | F9 B5 B1056.3               | CCAFS SLC-40                                      | JCSat-18 | 6800 kg                    | GTO                               | JSAT Corporation                                                                                                   | Sukces                        | Barka OCISLY Sukces          |                            |                            |
| 77        | Lot z japońskim satelitą. Pierwszy człon używany prędzej 1. członem z misji SpaceX CRS-17 i SpaceX CRS-18. |                             |                                                   | |                            |                                   | |                               |                              |                            |                            |
| 2020      | |                             |                                                   | |                            |                                   | |                               |                              |                            |                            |
| 78        | 7 stycznia 02:19 | F9 B5 B1049.4               | CCAFS SLC-40                                      | Starlink-3 | 15600 kg                   | LEO                               | SpaceX | Sukces                        | Barka OCISLY Sukces          |                            |                            |
| 78        | Druga operacyjna misja z porcją 60 satelitów konstelacji Starlink. Lot z używanym członem z misji: Telstar 18V, Iridium-8 i Starlink v0.9. |                             |                                                   | |                            |                                   | |                               |                              |                            |                            |
| 79        | 19 stycznia 15:30 | F9 B5 B1046.4               | KSC LC-39A                                        | Test systemu ratowania załogi w locie (Crew Dragon in-flight abort test)                                                                  | 3307 kg                    | Lot suborbitalny                  | NASA (Commercial Crew Development)                                                                                 | Sukces                        | Bez próby                    |                            |                            |
| 79        | Lot bezzałogowy statku Dragon2, test systemu ratowania załogi przeprowadzony w Max-Q. Ostatni test przed załogową misją Dragona V2. Pierwszy człon z misji Bangabandhu Satellite-1 w maju 2018 roku, Merah Putih w sierpniu 2018 roku oraz Spaceflight SSO-A: SmallSat Express w grudniu 2018 roku. Drugi stopień rakiety był pozbawiony silnika, ponieważ nie był on potrzebny w czasie tego lotu.. Człon został zniszczony przez siły aerodynamiczne. Ze względu na zniszczenie kapsuły podczas testów użyta została ta przeznaczona do pierwszego lotu załogowego. |                             |                                                   | |                            |                                   | |                               |                              |                            |                            |
| 80        | 29 stycznia 14:06 | F9 B5 B1051.3               | CCAFS SLC-40                                      | Starlink-4 | 15600 kg                   | LEO                               | SpaceX | Sukces                        | Barka OCISLY Sukces          |                            |                            |
| 80        | Trzecia operacyjna misja z porcją 60 satelitów konstelacji Starlink. |                             |                                                   | |                            |                                   | |                               |                              |                            |                            |
| 81        | 17 lutego 15:04 | F9 B5 B1056.4               | CCAFS SLC-40                                      | Starlink-5 | 15600 kg                   | LEO                               | SpaceX | Sukces                        | Barka OCISLY Niepowodzenie   |                            |                            |
| 81        | Czwarta operacyjna misja z porcją 60 satelitów konstelacji Starlink. Podjęto nieudaną próbę lądowania na barce. |                             |                                                   | |                            |                                   | |                               |                              |                            |                            |
| 82        | 7 marca 04:50 | F9 B5 B1059.2               | CCAFS SLC-40                                      | SpaceX CRS-20 | 1977 kg                    | LEO (ISS)                         | NASA (CRS) | Sukces                        | Platforma LZ-1 Sukces        |                            |                            |
| 82        | Ostatnia misja w ramach pierwszej fazy programu CRS i ostatni lot pierwszej wersji statku Dragon. |                             |                                                   | |                            |                                   | |                               |                              |                            |                            |
| 83        | 18 marca 12:16 | F9 B5 B1048.5               | KSC LC-39A                                        | Starlink-6 | 15600 kg                   | LEO                               | SpaceX | Sukces                        | Barka OCISLY Niepowodzenie   |                            |                            |
| 83        | Piąta misja w ramach projektu Starlink; konstelacja 60 satelitów. Podjęto nieudaną próbę lądowania na barce. |                             |                                                   | |                            |                                   | |                               |                              |                            |                            |
| 84        | 22 kwietnia 19:37 | F9 B5 B1051.4               | KSC LC-39A                                        | Starlink-7 | 15600 kg                   | LEO                               | SpaceX | Sukces                        | Barka OCISLY Sukces          |                            |                            |
| 84        | Szósta misja w ramach projektu Starlink; oprócz 60 satelitów zabierze ze sobą SkySat 16–18 oraz ładunek w ramach misji pobocznej SmallSat Rideshare Mission 2 |                             |                                                   | |                            |                                   | |                               |                              |                            |                            |
| 85        | 30 maja 21:22 | F9 B5 B1058.1               | KSC LC-39A                                        | SpaceX DM2 Dragon 2 (C206.1 Endeavour) | 12055 kg                   | LEO (ISS)                         | SpaceX NASA (Commercial Crew Development)                                                                          | Sukces                        | Barka OCISLY Sukces          |                            |                            |
| 85        | Pierwszy załogowy lot statku Dragon2. W kosmos polecą astronauci NASA Douglas Harley i Bob Behnken, czas spędzony na Międzynarodowej Stacji Kosmicznej zostanie ustalony po dotarciu. |                             |                                                   | |                            |                                   | |                               |                              |                            |                            |
| 86        | 4 czerwca 01:25 | F9 B5 B1049.5               | CCAFS SLC-40                                      | Starlink-8 | 15600 kg                   | LEO                               | SpaceX | Sukces                        | Barka JRTI Sukces            |                            |                            |
| 86        | Siódmy lot 60 satelitów w ramach misji Starlink, niektóre z satelitów zostały zmodyfikowane i wysłane w celu przeprowadzenia testów mających na celu zmniejszanie jasności satelitów Starlink na nocnym niebie. Booster B1049 zaliczył udane piąte lądowanie. |                             |                                                   | |                            |                                   | |                               |                              |                            |                            |
| 87        | 13 czerwca 09:21 | F9 B5 B1059.3               | CCAFS SLC-40                                      | Starlink-9 | 15410 kg                   | LEO                               | SpaceX / Planet Labs                                                                                               | Sukces                        | Barka OCISLY Sukces          |                            |                            |
| 87        | W ramach lotu na orbitę zostało wyniesionych 58 satelitów Starlink v1.0 oraz satelity SkySats 16, 17 i 18 dla firmy Planet Labs. |                             |                                                   | |                            |                                   | |                               |                              |                            |                            |
| 88        | 30 czerwca 20:10 | F9 B5 B1060.1               | CCAFS SLC-40                                      | GPS III-03 (Columbus) | 4311 kg                    | MEO                               | United States Space Force                                                                                          | Sukces                        | Barka JRTI Sukces            |                            |                            |
| 88        | Satelita Columbus został dostarczony na Florydę w lutym 2020. Start opóźniony ze względu na pandemię COVID-19. |                             |                                                   | |                            |                                   | |                               |                              |                            |                            |
| 89        | 20 lipca 21:30 | F9 B5 B1058.2               | CCAFS SLC-40                                      | Anasis-II | Utajniona                  | GTO                               | Wojsko Korei Południowej                                                                                           | Sukces                        | Barka JRTI Sukces            |                            |                            |
| 89        | W ramach lotu na orbitę został wyniesiony pierwszy satelita dla wojsk Korei Południowej. Satelita został zbudowany przez Airbusa. |                             |                                                   | |                            |                                   | |                               |                              |                            |                            |
| 90        | 7 sierpnia 5:12 | F9 B5 B1051.5               | KSC LC-39A                                        | Starlink-10, SXRS-1 (BlackSky Global 7 and 8)                                                                                             | 14932 kg                   | LEO                               | SpaceX, Spaceflight Industries                                                                                     | Sukces                        | Barka OCISLY Sukces          |                            |                            |
| 90        | Na orbitę dostarczono 57 satelitów Starlink o zmniejszonej jasności oraz dwie satelity firmy Spaceflight Industries. |                             |                                                   | |                            |                                   | |                               |                              |                            |                            |
| 91        | 18 sierpnia 14:31 | F9 B5 B1049.6               | CCAFS SLC-40                                      | Starlink-11 | 15410 kg                   | LEO                               | SpaceX / Planet Labs                                                                                               | Sukces                        | Barka OCISLY Sukces          |                            |                            |
| 91        | W ramach lotu na orbitę zostało wyniesionych 58 satelitów Starlink v1.0 o zmniejszonej jasności oraz satelity SkySats 19, 20 i 21 dla firmy Planet Labs. Wykorzystano booster B1049, który jako pierwszy wylądował szósty raz po pomyślnej misji. |                             |                                                   | |                            |                                   | |                               |                              |                            |                            |
| 92        | 31 sierpnia 01:18 | F9 B5 B1059.4               | CCAFS SLC-40                                      | SAOCOM 1B, GNOMES-1, Tyvak-0172 | 3080 kg                    | heliosynchroniczna (polarna, LEO) | CONAE, PlanetiQ, Tyvak Nano-Satellites System                                                                      | Sukces                        | Platforma LZ-1 Sukces        |                            |                            |
| 92        | W ramach lotu na orbitę polarną został wyniesiony satelita SAOCOM 1B na zlecenie argentyńskiej agencji kosmicznej CONAE (Comisión Nacional de Actividades Espaciales) o masie 3050 kg, oraz dwa mniejsze satelity GNOMES-1 firmy PlanetiQ (pierwszy z budowanej konstelacji) i Tyvak-0172 należący do firmy Nano-Satellite Systems. |                             |                                                   | |                            |                                   | |                               |                              |                            |                            |
| 93        | 3 września 14:46 | F9 B5 B1060.2               | KSC LC-39A                                        | Starlink-12 | 15600 kg                   | LEO                               | SpaceX | Sukces                        | Barka OCISLY Sukces          |                            |                            |
| 93        | Na orbitę dostarczono 60 satelitów Starlink o zmniejszonej jasności. |                             |                                                   | |                            |                                   | |                               |                              |                            |                            |
| 94        | 6 października 13:29 | F9 B5 B1058.3               | KSC LC-39A                                        | Starlink-13 | 15600 kg                   | LEO                               | SpaceX | Sukces                        | Barka OCISLY Sukces          |                            |                            |
| 94        | Na orbitę dostarczono 60 satelitów Starlink o zmniejszonej jasności. |                             |                                                   | |                            |                                   | |                               |                              |                            |                            |
| 95        | 18 października 14:25 | F9 B5 B1051.6               | KSC LC-39A                                        | Starlink-14 | 15600 kg                   | LEO                               | SpaceX | Sukces                        | Barka OCISLY Sukces          |                            |                            |
| 95        | Na orbitę dostarczono 60 satelitów Starlink o zmniejszonej jasności. Podjęto próbę odzyskania osłon ładunku rakiety. Obie połowy zostały uchwycone w siatki zamocowane na pokładach statków Ms. Chief oraz Ms. Tree – siatka na statku Ms. Tree została rozerwana na jednym z rogów. |                             |                                                   | |                            |                                   | |                               |                              |                            |                            |
| 96        | 24 października 17:31 | F9 B5 B1060.3               | CCAFS SLC-40                                      | Starlink-15 | 15600 kg                   | LEO                               | SpaceX | Sukces                        | Barka JRTI Sukces            |                            |                            |
| 96        | Na orbitę dostarczono 60 satelitów Starlink o zmniejszonej jasności. Po oddzieleniu się drugiego stopnia booster wylądował na autonomicznej platformie Just Read the Instructions (JRTI) na Oceanie Atlantyckim. Statki służące do łapania osłon ładunku rakiety wymagały napraw po poprzedniej misji, dlatego nie odbyła się próba złapania osłon. Statek Ms. Chief, ma wyłowić obydwie osłony po wodowaniu na powierzchni oceanu. |                             |                                                   | |                            |                                   | |                               |                              |                            |                            |
| 97        | 6 listopada 00:24 | F9 B5 B1062.1               | CCAFS SLC-40                                      | GPS III SV04 (Sacagawea) | 4311 kg                    | MEO                               | U.S. Space Force                                                                                                   | Sukces                        | Barka OCISLY Sukces          |                            |                            |
| 97        | Był to trzeci start SpaceX z satelitą GPS trzeciej generacji. Po oddzieleniu się drugiego stopnia booster wylądował na autonomicznej platformie Of Course I Still Love You (OCISLY) na Oceanie Atlantyckim. Nie odbyła się próba złapania osłon ładunku. W miejsce wodowania osłon wysłano statki Ms. Chief oraz Big Stone Leader, które mają wyłowić osłony z powierzchni oceanu. |                             |                                                   | |                            |                                   | |                               |                              |                            |                            |
| 98        | 16 listopada 01:27 | F9 B5 B1061.1               | KSC LC-39A                                        | Crew-1 Dragon 2 (Dragon C207 Resilience)                                                                                                  | ~12500 kg                  | LEO (ISS)                         | NASA CCP | Sukces                        | Barka JRTI Sukces            |                            |                            |
| 98        | Pierwsza operacyjna misja programu komercyjnych lotów załogowych NASA – Crew-1. Rakieta wyniosła na orbitę załogową kapsułę Dragon 2 z czterema kosmonautami na pokładzie: troje astronautów z NASA – Michael Hopkins, Victor Glover i Shannon Walker oraz astronauta japońskiej agencji kosmicznej JAXA – Sōichi Noguchi. Podczas misji wykorzystany został nowy pierwszy stopień rakiety Falcon 9. Po oddzieleniu się drugiego stopnia booster wylądował na autonomicznej platformie Just Read the Instructions (JRTI) na Oceanie Atlantyckim. |                             |                                                   | |                            |                                   | |                               |                              |                            |                            |
| 99        | 21 listopada 18:17 | F9 B5 B1063.1               | VAFB SLC-4E                                       | Sentinel-6 Michael Freilich (Jason-CS A)                                                                                                  | 1192 kg                    | LEO                               | NASA NOAA ESA EUMETSAT                                                                                             | Sukces                        | Platforma LZ-4 Sukces        |                            |                            |
| 99        | Z platformy SLC-4E w Vandenberg Air Force Base w Kalifornii wyniesiony został, na niską orbitę okołoziemską (LEO), satelita obserwacyjny Sentinel-6 Michael Freilich. |                             |                                                   | |                            |                                   | |                               |                              |                            |                            |
| 100       | 25 listopada 3:13 | F9 B5 1049.7                | CCAFS SLC-40                                      | Starlink-16 | 15600 kg                   | LEO                               | SpaceX | Sukces                        | Barka OCISLY Sukces          |                            |                            |
| 100       | Po raz pierwszy w historii booster rakiety Falcon wykorzystany został po raz siódmy. Wcześniej brał on udział w misjach Telstar 18 VANTAGE (wrzesień 2018), Iridium-8 (styczeń 2019), Starlink-1 (maj 2019), Starlink-3 (styczeń 2020), Starlink-8 (czerwiec 2020) oraz Starlink-11 (sierpień 2020). Po oddzieleniu się drugiego stopnia booster wylądował na autonomicznej platformie Of Course I Still Love You (OCISLY) na Oceanie Atlantyckim. |                             |                                                   | |                            |                                   | |                               |                              |                            |                            |
| 101       | 6 grudnia 17:17 | F9 B5 B1058.4               | KSC LC-39A                                        | SpaceX CRS-21, śluza Bishop | Dragon 2 + 2972 kg         | LEO (ISS)                         | NASA | Sukces                        | Barka OCISLY Sukces          |                            |                            |
| 101       | 21. misja zaopatrzeniowa SpaceX do ISS. Po raz pierwszy wykorzystana została kapsuła Dragon 2 w wersji towarowej. Dostarczyła ona na ISS zapasy, części zamienne i sprzęt do eksperymentów naukowych. Podczas tego lotu wykorzystany został pierwszy stopień rakiety Falcon 9, który brał wcześniej udział w 3 misjach: Crew Demo-2 (maj 2020), ANASIS II (lipiec 2020) oraz Starlink-13 (październik 2020). Po oddzieleniu się drugiego stopnia booster wylądował na autonomicznej platformie na Oceanie Atlantyckim Of Course I Still Love You (OCISLY). |                             |                                                   | |                            |                                   | |                               |                              |                            |                            |
| 102       | 13 grudnia 18:30 | F9 B5 B1051.7               | KSC LC-39A                                        | SXM-7 | 5400 kg                    | GTO                               | Sirius XM | Sukces                        | Barka JRTI Sukces            |                            |                            |
| 102       | Podczas tego lotu wykorzystany został pierwszy stopień rakiety Falcon 9 (B1051.7), który wziął udział w sześciu misjach: Crew Demo-1 (marzec 2019), RADARSAT Constellation Mission (czerwiec 2019), Starlink-4 (styczeń 2020), Starlink-7 (kwiecień 2020), Starlink-10 (sierpień 2020) oraz Starlink-14 (październik 2020). |                             |                                                   | |                            |                                   | |                               |                              |                            |                            |
| 103       | 19 grudnia 14:00 | F9 B5 B1059.5               | KSC LC-39A                                        | NROL-108 | utajnione                  | utajnione                         | National Reconnaissance Office (NRO)                                                                               | Sukces                        | LZ-1 (Cape Canaveral) Sukces |                            |                            |
| 103       | Druga misja SpaceX dla Amerykańskiej Agencji Wywiadowczej NRO. Wykorzystany został booster, który brał wcześniej udział w czterech misjach: CRS-19 (grudzień 2019), CRS-20 (marzec 2020), Starlink-9 (czerwiec 2020) oraz SAOCOM 1B (sierpień 2020). |                             |                                                   | |                            |                                   | |                               |                              |                            |                            |
| 2021      | |                             |                                                   | |                            |                                   | |                               |                              |                            |                            |
| 104       | 8 stycznia 3:15 (02:15 UTC) | F9 B5 B1060.4               | CCAFS SLC-40                                      | Türksat 5A | 3400 kg                    | GTO (31°E)                        | Türksat | Sukces                        | Barka (JRTI) Sukces          |                            |                            |
| 104       | Booster brał wcześniej udział w trzech misjach: GPS III SV03 (czerwiec 2020), Starlink-12 (wrzesień 2020) i Starlink-15 (październik 2020), po oddzieleniu się drugiego stopnia wylądował na autonomicznej platformie Just Read the Instructions (JRTI) na Oceanie Atlantyckim. |                             |                                                   | |                            |                                   | |                               |                              |                            |                            |
| 105       | 20 stycznia 14:02 (13:02 UTC) | F9 B5 B1051.8               | KSC LC-39A                                        | Starlink-17 (60 satelitów konstelacji Starlink)                                                                                           | 15600 kg                   | LEO                               | SpaceX | Sukces                        | Barka (JRTI) Sukces          |                            |                            |
| 105       | Na orbitę dostarczono 60 satelitów Starlink o zmniejszonej jasności. Po raz pierwszy w historii pierwszy stopnień rakiety Falcon 9 został wykorzystany po raz ósmy. Booster brał udział w siedmiu misjach: Crew Demo-1 (marzec 2019), RADARSAT Constellation Mission (czerwiec 2019), Starlink-4 (styczeń 2020), Starlink-7 (kwiecień 2020), Starlink-10 (sierpień 2020), Starlink-14 (październik 2020) oraz SXM-7 (grudzień 2020). Pierwszy człon wylądował na autonomicznej platformie Just Read the Instructions (JRTI) na Oceanie Atlantyckim. |                             |                                                   | |                            |                                   | |                               |                              |                            |                            |
| 106       | 24 stycznia 16:00 (15:00 UTC) | F9 B5 B1058.5               | CCAFS SLC-40                                      | Transporter-1 (133 mikrosatelitów i cubesatów oraz 10 satelitów konstelacji Starlink)                                                     | ~5000 kg                   | SSO (polarna, LEO)                | Spaceflight, Exolaunch, Nanoracks, Planet Labs, D-Orbit, Kepler Communications, Capella Space, NASA, SpaceX i inni | Sukces                        | Barka (OCISLY) Sukces        |                            |                            |
| 106       | Wykorzystany został pierwszy stopień rakiety Falcon 9, który brał wcześniej udział w czterech misjach: Crew Demo-2 (maj 2020), ANASIS-II (lipiec 2020), Starlink-13 (październik 2020) oraz CRS-21 (grudzień 2020). Booster wylądował na autonomicznej platformie Of Course I Still Love You (OCISLY) na Oceanie Atlantyckim. Odzyskano także osłony ładunku rakiety po wodowaniu na powierzchni oceanu. |                             |                                                   | |                            |                                   | |                               |                              |                            |                            |
| 107       | 4 lutego 07:19 (06:19 UTC) | F9 B5 B1060.5               | CCAFS SLC-40                                      | Starlink-18 (60 satelitów konstelacji Starlink)                                                                                           | 15600 kg                   | LEO                               | SpaceX | Sukces                        | Barka (OCISLY) Sukces        |                            |                            |
| 107       | Na orbitę dostarczono 60 satelitów Starlink o zmniejszonej jasności. Podczas lotu wykorzystany został pierwszy stopień rakiety Falcon 9, który brał wcześniej udział w czterech misjach: GPS III SV03 (czerwiec 2020), Starlink-12 (wrzesień 2020), Starlink-15 (październik 2020) i Türksat 5A (styczeń 2021). Po oddzieleniu się drugiego stopnia booster wylądował na autonomicznej platformie Of Course I Still Love You (OCISLY) na Oceanie Atlantyckim. |                             |                                                   | |                            |                                   | |                               |                              |                            |                            |
| 108       | 16 lutego 4:59 (3:59 UTC) | F9 B5 B1059.6               | CCAFS SLC-40                                      | Starlink-19 (60 satelitów konstelacji Starlink)                                                                                           | 15600 kg                   | LEO                               | SpaceX | Sukces                        | Barka (OCISLY) Niepowodzenie |                            |                            |
| 108       | Na orbitę dostarczono 60 satelitów Starlink o zmniejszonej jasności. Podczas tego lotu wykorzystany został pierwszy stopień rakiety Falcon 9, który brał udział w pięciu misjach: CRS-19 (grudzień 2019), CRS-20 (marzec 2020), Starlink-9 (czerwiec 2020), SAOCOM 1B (sierpień 2020) oraz NROL-108 (grudzień 2020). Po oddzieleniu się drugiego stopnia planowane było lądowanie na autonomicznej platformie Of Course I Still Love You (OCISLY) na Oceanie Atlantyckim, jednak booster uderzył w powierzchnię oceanu, co zakończyło serię 24 misji orbitalnych z rzędu zakończonych prawidłowym lądowaniem. |                             |                                                   | |                            |                                   | |                               |                              |                            |                            |
| 109       | 4 marca 9:24 (8:24 UTC) | F9 B5 B1049.8               | KSC LC-39A                                        | Starlink-20 (60 satelitów konstelacji Starlink)                                                                                           | 15600 kg                   | LEO                               | SpaceX | Sukces                        | Barka (OCISLY) Sukces        |                            |                            |
| 109       | Na orbitę dostarczono 60 satelitów Starlink o zmniejszonej jasności. Podczas startu wykorzystany został booster, który brał udział w siedmiu misjach: Telstar 18 VANTAGE (wrzesień 2018), Iridium-8 (styczeń 2019), Starlink-1 (maj 2019), Starlink-3 (styczeń 2020), Starlink-8 (czerwiec 2020), Starlink-11 (sierpień 2020) oraz Starlink-16 (listopad 2020). Po oddzieleniu się drugiego stopnia, booster wylądował na autonomicznej platformie Of Course I Still Love You (OCISLY) na Oceanie Atlantyckim. |                             |                                                   | |                            |                                   | |                               |                              |                            |                            |
| 110       | 11 marca 09:13 (08:13 UTC) | F9 B5 B1058.6               | CCAFS SLC-40                                      | Starlink-21 (60 satelitów konstelacji Starlink)                                                                                           | 15600 kg                   | LEO                               | SpaceX | Sukces                        | Barka (JRTI) Sukces          |                            |                            |
| 110       | Na orbitę dostarczono 60 satelitów Starlink o zmniejszonej jasności. Podczas lotu wykorzystany został pierwszy stopień rakiety Falcon 9, który brał wcześniej udział w pięciu misjach: Crew Demo-2 (maj 2020), ANASIS-II (lipiec 2020), Starlink-13 (październik 2020), CRS-21 (grudzień 2020) oraz Transporter-1 (styczeń 2021). Po oddzieleniu się drugiego stopnia booster wylądował na autonomicznej platformie Just Read the Instructions (JRTI) na Oceanie Atlantyckim. |                             |                                                   | |                            |                                   | |                               |                              |                            |                            |
| 111       | 14 marca 11:01 (10:01 UTC) | F9 B5 B1051.9               | KSC LC-39A                                        | Starlink-22 (60 satelitów konstelacji Starlink)                                                                                           | 15600 kg                   | LEO                               | SpaceX | Sukces                        | Barka (OCISLY) Sukces        |                            |                            |
| 111       | Na orbitę dostarczono 60 satelitów Starlink o zmniejszonej jasności. Był to pierwszy w historii lot Falcona 9, podczas którego pierwszy stopień rakiety został wykorzystany po raz dziewiąty. Wcześniej brał on udział w misjach Crew Demo-1 (marzec 2019), RADARSAT Constellation Mission (czerwiec 2019), Starlink-4 (styczeń 2020), Starlink-7 (kwiecień 2020), Starlink-10 (sierpień 2020), Starlink-14 (październik 2020), SXM-7 (grudzień 2020) oraz Starlink-17 (styczeń 2021). Booster wylądował na autonomicznej platformie Of Course I Still Love You (OCISLY) na Oceanie Atlantyckim. |                             |                                                   | |                            |                                   | |                               |                              |                            |                            |
| 112       | 24 marca 09:28 (08:28 UTC) | F9 B5 B1060.6               | CCAFS SLC-40                                      | Starlink-23 (60 satelitów konstelacji Starlink)                                                                                           | 15600 kg                   | LEO                               | SpaceX | Sukces                        | Barka (OCISLY) Sukces        |                            |                            |
| 112       | Na orbitę dostarczono 60 satelitów Starlink o zmniejszonej jasności. Podczas lotu wykorzystany został pierwszy stopień rakiety Falcon 9, który brał udział w pięciu misjach: GPS III SV03 (czerwiec 2020), Starlink-12 (wrzesień 2020), Starlink-15 (październik 2020), Türksat 5A (styczeń 2021) oraz Starlink-18 (luty 2021). Booster wylądował na autonomicznej platformie Of Course I Still Love You (OCISLY) na Oceanie Atlantyckim. |                             |                                                   | |                            |                                   | |                               |                              |                            |                            |
| 113       | 7 kwietnia 18:34 (16:34 UTC) | F9 B5 B1058.7               | CCAFS SLC-40                                      | Starlink-24 (60 satelitów konstelacji Starlink)                                                                                           | 15600 kg                   | LEO                               | SpaceX | Sukces                        | Barka (OCISLY) Sukces        |                            |                            |
| 113       | Na orbitę dostarczono 60 satelitów Starlink o zmniejszonej jasności. Podczas lotu wykorzystany został pierwszy stopień rakiety Falcon 9, który brał udział w sześciu misjach: Crew Demo-2 (maj 2020), ANASIS-II (lipiec 2020), Starlink-13 (październik 2020), CRS-21 (grudzień 2020) oraz Transporter-1 (styczeń 2021) oraz Starlink-21 (marzec 2021). Booster wylądował na autonomicznej platformie Of Course I Still Love You (OCISLY) na Oceanie Atlantyckim. |                             |                                                   | |                            |                                   | |                               |                              |                            |                            |
| 114       | 23 kwietnia 11:48 (9:48 UTC) | F9 B5 B1061.2               | KSC LC-39A                                        | Crew-2 Endeavour Dragon 2 (D2-5/C206.2) załoga: Robert Shane Kimbrough, Katherine Megan McArthur, Akihiko Hoshide i Thomas Pesquet        | ~13000 kg                  | ISS                               | NASA (CCP) | Sukces                        | Barka (OCISLY) Sukces        |                            |                            |
| 114       | Podczas tego startu wykorzystany został pierwszy stopień rakiety Falcon 9, który brał udział w poprzedniej misji załogowej dla NASA – Crew-1 (listopad 2020). Była to pierwsza misja załogowa w historii, podczas której wykorzystany został używany pierwszy stopień. Booster wylądował na autonomicznej platformie Of Course I Still Love You (OCISLY) na Oceanie Atlantyckim. |                             |                                                   | |                            |                                   | |                               |                              |                            |                            |
| 115       | 25 kwietnia 05:44 (03:44 UTC) | F9 B5 B1060.7               | CCAFS SLC-40                                      | Starlink-25 (60 satelitów konstelacji Starlink)                                                                                           | 15600 kg                   | LEO                               | SpaceX | Sukces                        | Barka (JRTI) Sukces          |                            |                            |
| 115       | Na orbitę dostarczono 60 satelitów Starlink o zmniejszonej jasności. Podczas lotu wykorzystany został pierwszy stopień rakiety Falcon 9, który brał udział w sześciu misjach: GPS III SV03 (czerwiec 2020), Starlink-12 (wrzesień 2020), Starlink-15 (październik 2020), Türksat 5A (styczeń 2021), Starlink-18 (luty 2021) oraz Starlink-23 (marzec 2021). Booster wylądował na autonomicznej platformie Just Read the Instructions (OCISLY) na Oceanie Atlantyckim. |                             |                                                   | |                            |                                   | |                               |                              |                            |                            |
| 116       | 4 maja 21:01 (19:01 UTC) | F9 B5 B1049.9               | KSC LC-39A                                        | Starlink-26 (60 satelitów konstelacji Starlink)                                                                                           | 15600 kg                   | LEO                               | SpaceX | Sukces                        | Barka (OCISLY) Sukces        |                            |                            |
| 116       | Na orbitę dostarczono 60 satelitów Starlink o zmniejszonej jasności. Podczas startu wykorzystany został booster, który brał udział w ośmiu misjach: Telstar 18 VANTAGE (wrzesień 2018), Iridium-8 (styczeń 2019), Starlink-1 (maj 2019), Starlink-3 (styczeń 2020), Starlink-8 (czerwiec 2020), Starlink-11 (sierpień 2020), Starlink-16 (listopad 2020) oraz Starlink-20 (marzec 2021). Po oddzieleniu się drugiego stopnia, booster wylądował na autonomicznej platformie Of Course I Still Love You (OCISLY) na Oceanie Atlantyckim. |                             |                                                   | |                            |                                   | |                               |                              |                            |                            |
| 117       | 9 maja 08:42 (06:42 UTC) | F9 B5 B1051.10              | CCAFS SLC-40                                      | Starlink-27 (60 satelitów konstelacji Starlink)                                                                                           | 15600 kg                   | LEO                               | SpaceX | Sukces                        | Barka (JRTI) Sukces          |                            |                            |
| 117       | Na orbitę dostarczono 60 satelitów Starlink o zmniejszonej jasności. Był to pierwszy w historii lot Falcona 9, podczas którego pierwszy stopień rakiety został wykorzystany po raz dziesiąty. Wcześniej brał on udział w misjach Crew Demo-1 (marzec 2019), RADARSAT Constellation Mission (czerwiec 2019), Starlink-4 (styczeń 2020), Starlink-7 (kwiecień 2020), Starlink-10 (sierpień 2020), Starlink-14 (październik 2020), SXM-7 (grudzień 2020), Starlink-17 (styczeń 2021) oraz Starlink-22 (marzec 2021). Booster wylądował na autonomicznej platformie Just Read the Instructions (JRTI) na Oceanie Atlantyckim. |                             |                                                   | |                            |                                   | |                               |                              |                            |                            |
| 118       | 16 maja 00:56 (22:56 UTC) | F9 B5 B1058.8               | KSC LC-39A                                        | Starlink-28 (52 satelitów konstelacji Starlink) oraz dwa ładunki dodatkowe: Capella 6 i Tyvak-0130                                        | ~15600 kg                  | LEO                               | SpaceX | Sukces                        | Barka (OCISLY) Sukces        |                            |                            |
| 118       | Na orbitę dostarczono 52 satelity konstelacji Starlink o zmniejszonej jasności oraz dwa ładunki dodatkowe: Capella 6 i Tyvak-0130. Podczas lotu wykorzystany został pierwszy stopień rakiety Falcon 9, który brał wcześniej udział w siedmiu misjach: Crew Demo-2 (maj 2020), ANASIS-II (lipiec 2020), Starlink-13 (październik 2020), CRS-21 (grudzień 2020), Transporter-1 (styczeń 2021), Starlink-21 (marzec 2021), oraz Starlink-24 (kwiecień 2021). Po oddzieleniu się drugiego stopnia booster wylądował na autonomicznej platformie Of Course I Still Love You (OCISLY) na Oceanie Atlantyckim. |                             |                                                   | |                            |                                   | |                               |                              |                            |                            |
| 119       | 26 maja 20:59 (18:59 UTC) | F9 B5 B1063.2               | CCAFS SLC-40                                      | Starlink-29 (60 satelitów konstelacji Starlink)                                                                                           | 15600 kg                   | LEO                               | SpaceX | Sukces                        | Barka (JRTI) Sukces          |                            |                            |
| 119       | Na orbitę dostarczono 60 satelitów Starlink o zmniejszonej jasności. Pierwszy stopień rakiety został wykorzystany po raz drugi. Wcześniej brał on udział w misji Sentinel-6 Michael Freilich (listopad 2020). Booster wylądował na autonomicznej platformie Just Read the Instructions (JRTI) na Oceanie Atlantyckim. |                             |                                                   | |                            |                                   | |                               |                              |                            |                            |
| 120       | 3 czerwca 19:29 (17:29 UTC) | F9 B5 B1067.1               | KSC LC-39A                                        | CRS-22 (towarowa kapsuła Cargo Dragon C209 – nowy zestaw paneli słonecznych, zapasy, części zamienne i sprzęt do eksperymentów naukowych) | 3328 kg                    | ISS                               | NASA | Sukces                        | Barka (OCISLY) Sukces        |                            |                            |
| 120       | Na ISS dostarczono zapasy, części zamienne i sprzęt do eksperymentów naukowych. Podczas lotu wykorzystany został nowy stopień rakiety Falcon 9 (B1067.1), który ma zostać użyty po raz kolejny podczas planowanej na październik załogowej misji do Międzynarodowej Stacji Kosmicznej, Crew-3. Po oddzieleniu się drugiego stopnia booster wylądował na autonomicznej platformie Of Course I Still Love You (OCISLY) na Oceanie Atlantyckim. |                             |                                                   | |                            |                                   | |                               |                              |                            |                            |
| 121       | 6 czerwca 06:26 (04:26 UTC) | F9 B5 B1061.3               | CCAFS SLC-40                                      | SXM-8 satelita geostacjonarny | 7000 kg                    | GTO                               | Sirius XM | Sukces                        | Barka (JRTI) Sukces          |                            |                            |
| 121       | Na orbitę dostarczono satelitę geostacjonarnego, mającego udostępniać usługę radia satelitarnego (DARS). Pierwszy stopień rakiety został wykorzystany po raz trzeci. Wcześniej brał on udział w dwóch załogowych misjach do Międzynarodowej Stacji Kosmicznej – Crew-1 (listopad 2020) oraz Crew-2 (kwiecień 2021). Booster wylądował na autonomicznej platformie Just Read the Instructions (JRTI) na Oceanie Atlantyckim. |                             |                                                   | |                            |                                   | |                               |                              |                            |                            |
| 122       | 17 czerwca 18:09 (16:09 UTC) | F9 B5 B1062.2               | CCAFS SLC-40                                      | GPS III SV05 |                            | MEO                               | U.S. Space Force                                                                                                   | Sukces                        | Barka (JRTI) Sukces          |                            |                            |
| 122       | Był to czwarty start SpaceX z satelitą GPS trzeciej generacji. Po oddzieleniu się drugiego stopnia booster wylądował na autonomicznej platformie Just Read the Instructions (JRTI) na Oceanie Atlantyckim. |                             |                                                   | |                            |                                   | |                               |                              |                            |                            |
| 123       | 30 czerwca 21:31 (19:31 UTC) | F9 B5 B1060.8               | CCAFS SLC-40                                      | Transporter-2 (85 małych satelitów, 3 satelity konstelacji Starlink)                                                                      |                            | SSO (polarna, LEO)                | Spaceflight, Exolaunch, D-Orbit, NASA, PlanetIQ, Tyvak, Umbra Lab, Satellogic, Capella Space, SpaceX i inni        | Sukces                        | LZ-1 Sukces                  |                            |                            |
| 123       | Na orbitę dostarczono 85 małych satelitów oraz 3 satelity konstelacji Starlink o zmniejszonej jasności. Podczas lotu wykorzystany został pierwszy stopień rakiety Falcon 9, który brał udział w siedmiu misjach: GPS III SV03 (czerwiec 2020), Starlink-12 (wrzesień 2020), Starlink-15 (październik 2020), Türksat 5A (styczeń 2021), Starlink-18 (luty 2021) oraz Starlink-23 (marzec 2021), Starlink-25 (kwiecień 2021). Booster wylądował na lądzie (Landing Zone 1). |                             |                                                   | |                            |                                   | |                               |                              |                            |                            |
| 124       | 29 sierpnia 09:14 (07:14 UTC) | F9 B5 B1061.4               | KSC LC-39A                                        | CRS-22 (towarowa kapsuła Cargo Dragon (C208.2) – zapasy, części zamienne oraz sprzęt do eksperymentów naukowych)                          | ~2200 kg                   | ISS                               | NASA (CRS) | Sukces                        | Barka (ASOG) Sukces          |                            |                            |
| 124       | Na ISS dostarczono zapasy, części zamienne oraz sprzęt do eksperymentów naukowych. Pierwszy stopień rakiety został wykorzystany po raz czwarty. Wcześniej brał on udział w dwóch załogowych misjach do Międzynarodowej Stacji Kosmicznej – Crew-1 (listopad 2020) i Crew-2 (kwiecień 2021) oraz misji SXM-8 (czerwiec). Booster wylądował na autonomicznej platformie A Shortfall of Gravitas (ASOG) na Oceanie Atlantyckim, dla której była to pierwsza misja. |                             |                                                   | |                            |                                   | |                               |                              |                            |                            |
| 125       | 14 września 05:55 (03:55 UTC) | F9 B5 B1049.10              | SLC-4E w Vandenberg Space Force Base w Kalifornii | Starlink-30 51 satelitów konstelacji Starlink v1.5 Group 2-1                                                                              | ~13260 kg                  | LEO                               | SpaceX | Sukces                        | Barka (OCISLY) Sukces        |                            |                            |
| 125       | Na orbitę dostarczono 51 satelitów Starlink o zmniejszonej jasności (wersja 1.5). Podczas startu wykorzystany został booster, który dotychczas brał udział w dziewięciu misjach: Telstar 18 VANTAGE (wrzesień 2018), Iridium-8 (styczeń 2019), Starlink-1 (maj 2019), Starlink-3 (styczeń 2020), Starlink-8 (czerwiec 2020), Starlink-11 (sierpień 2020), Starlink-16 (listopad 2020), Starlink-20 (marzec 2021) oraz Starlink-26 (maj 2021). Po oddzieleniu się drugiego stopnia, booster wylądował na autonomicznej platformie Of Course I Still Love You (OCISLY) na Oceanie Atlantyckim. B1049.10 to drugi booster rakiety Falcon 9, który wziął udział w dziesięciu startach orbitalnych. |                             |                                                   | |                            |                                   | |                               |                              |                            |                            |
| 126       | 16 września 02:02 (00:02 UTC) | F9 B5 B1062.3               | KSC LC-39A                                        | Inspiration4 Kapsuła: Crew Dragon C207.2 Resilience                                                                                       | ~12519 kg                  | LEO                               | Jared Isaacman | Sukces                        | Barka (JRTI) Sukces          |                            |                            |
| 126       | Pierwszy w historii lot w kosmos z załogą złożoną w pełni z osób cywilnych. Podczas startu wykorzystany został pierwszy stopień rakiety Falcon 9, który brał wcześniej udział w dwóch misjach: GPS III SV04 (listopad 2020) oraz GPS III SV05 (czerwiec 2021). Na pokładzie pojazdu znalazło się czworo prywatnych astronautów. W ramach misji używana jest załogowa kapsuła Dragon 2 Resilience, która wcześniej brała udział w pierwszej operacyjnej misji programu komercyjnych lotów załogowych NASA, SpaceX Crew-1. Po oddzieleniu się drugiego stopnia booster wylądował na autonomicznej platformie Just Read the Instructions (JRTI) na Oceanie Atlantyckim. |                             |                                                   | |                            |                                   | |                               |                              |                            |                            |
| 127       | 11 listopada 03:31 (02:31 UTC) | F9 B5 B1067.2               | KSC LC-39A                                        | Crew-3 (Crew Dragon Endurance) Załoga: Raja Chari (dowódca), Thomas Marshburn (pilot), Kayla Barron, Matthias Maurer                      | ~13000 kg                  | LEO (ISS)                         | NASA | Sukces                        | Barka (ASOG) Sukces          |                            |                            |
| 127       | Załogowa misja Crew-3 na ISS. Podczas lotu wykorzystany został stopień rakiety Falcon 9 (B1067.2), który wcześniej brał udział w misji zaopatrzeniowej CRS-22 (czerwiec 2021). Po oddzieleniu się drugiego stopnia booster wylądował na autonomicznej platformie A Shortfall of Gravitas (ASOG) na Oceanie Atlantyckim. |                             |                                                   | |                            |                                   | |                               |                              |                            |                            |
| 128       | 13 listopada 13:19 (12:19 UTC) | F9 B5 B1058.9               | CCAFS SLC-40                                      | Starlink-31 53 satelity konstelacji Starlink v1.5 Group 4-1                                                                               | ~13780 kg                  | LEO                               | SpaceX | Sukces                        | Barka (JRTI) Sukces          |                            |                            |
| 128       | Na orbitę dostarczono 53 satelity Starlink o zmniejszonej jasności (wersja 1.5). Podczas startu wykorzystany został booster, który dotychczas brał udział w ośmiu misjach: Crew Demo-2 (maj 2020), ANASIS-II (lipiec 2020), Starlink-13 (październik 2020), CRS-21 (grudzień 2020), Transporter-1 (styczeń 2021), Starlink-21 (marzec 2021), Starlink-24 (kwiecień 2021) oraz Starlink-28 (maj 2021). Po oddzieleniu się drugiego stopnia, booster wylądował na autonomicznej platformie Just Read The Instructions (JRTI) na Oceanie Atlantyckim. |                             |                                                   | |                            |                                   | |                               |                              |                            |                            |
| 129       | 24 listopada 6:21 UTC | F9 B5 B1063.3               | VAFB SLC-4E                                       | DART LICIACube | 624kg                      | HCO                               | NASA | Sukces                        | Barka (OCISLY) Sukces        |                            |                            |
| 129       | Misja DART zmierzy efekty rozbicia impaktora o księżyc asteroidy 65803 Didymos. |                             |                                                   | |                            |                                   | |                               |                              |                            |                            |
| 130       | 2 grudnia 23:12 UTC | F9 B5 B1060.9               | CCAFS SLC-40                                      | 48 satelitów Starlink v1.5 Group 3-4 | ~14827kg                   | LEO                               | SpaceX | Sukces                        | Barka (ASOG) Sukces          |                            |                            |
| 130       | 2 grudnia 23:12 UTC | F9 B5 B1060.9               | CCAFS SLC-40                                      | SXRS-2 (BlackSky Global 12 i 13) | ~14827kg                   | LEO                               | Spaceflight Industries                                                                                             | Sukces                        | Barka (ASOG) Sukces          |                            |                            |
| 130       | |                             |                                                   | |                            |                                   | |                               |                              |                            |                            |
| 131       | 9 grudnia 6:00 UTC | F9 B5 B1061                 | KSC LC-39A                                        | IXPE | 330 kg                     | LEO                               | NASA | Sukces                        | Barka (JRTI) Sukces          |                            |                            |
| 131       | Na orbitę dostarczono najmniejszy ładunek, jaki kiedykolwiek wyniósł Falcon 9, co oznaczało wykorzystanie ok. 30% wydajności Falcona. |                             |                                                   | |                            |                                   | |                               |                              |                            |                            |
| 132       | 18 grudnia 12:41 UTC | F9 B5 B1051.11              | VAFB SLC-4E                                       | 52 satelity Starlink v1.5 Group 4-4 | ~15943kg                   | LEO                               | SpaceX | Sukces                        | Barka (OCISLY) Sukces        |                            |                            |
| 132       | Po raz pierwszy dolny człon został wykorzystany 11 raz. |                             |                                                   | |                            |                                   | |                               |                              |                            |                            |
| 133       | 19 grudnia 3:58 UTC | F9 B5 B1067.3               | CCAFS SLC-40                                      | Turksat 5B | 4500 kg                    | GTO                               | Türksat | Sukces                        | Barka (ASOG) Sukces          |                            |                            |
| 133       | Satelita umieszczony na orbicie geostacjonarnej. Rekord najkrótszego czasu pomiędzy dwoma startami Falcona 9. |                             |                                                   | |                            |                                   | |                               |                              |                            |                            |
| 134       | 21 grudnia 10:06 UTC | F9 B5 B1069.1               | KSC LC-39A                                        | SpaceX CRS-24 Dragon (C209.2) | 2989kg                     | LEO (ISS)                         | NASA | Sukces                        | Barka (JRTI) Sukces          |                            |                            |
| 134       | Misja towarowa do ISS w ramach kontraktu CRS-2. Ładunkiem dodatkowym były 4 cubesaty. Lądowanie boostera 1069 było 100 udanym lądowaniem. |                             |                                                   | |                            |                                   | |                               |                              |                            |                            |
| 2022      | |                             |                                                   | |                            |                                   | |                               |                              |                            |                            |
| 135       | 6 stycznia 21:49 UTC | F9 B5 B1062.4               | KSC LC-39A                                        | 49 satelitów Starlink v1.5 Group 4-5 | ~15023kg                   | LEO                               | SpaceX | Sukces                        | Barka (ASOG) Sukces          |                            |                            |
| 135       | |                             |                                                   | |                            |                                   | |                               |                              |                            |                            |
| 136       | 13 stycznia 15:25 UTC | F9 B5 B1058.10              | CCAFS SLC-40                                      | Transporter - 3 | Nieznana                   | SSO                               | Wielu klientów | Sukces                        | LZ-1 Sukces                  |                            |                            |
| 136       | Misja SmallSat Rideshare na orbitę heliocentryczną. Na orbitę dostarczono 105 małych satelitów. |                             |                                                   | |                            |                                   | |                               |                              |                            |                            |
| 137       | 19 stycznia 2:02 UTC | F9 B5 B1060.10              | KSC LC-39A                                        | 49 satelitów Starlink v1.5 Group 4-6 | ~15023kg                   | LEO                               | SpaceX | Sukces                        | Barka (ASOG) Sukces          |                            |                            |
| 137       | |                             |                                                   | |                            |                                   | |                               |                              |                            |                            |
| 138       | 31 stycznia 23:11 UTC | F9 B5 B1052.3               | CCAFS SLC-40                                      | COSMO-SkyMed | ~2200 kg                   | SSO                               | ASI | Sukces                        | LZ-1 Sukces                  |                            |                            |
| 138       | Pierwszy start członu, który wcześniej był bocznym członek rakiety Falcon Heavy. |                             |                                                   | |                            |                                   | |                               |                              |                            |                            |
| 139       | 2 lutego 20:27 UTC | F9 B5 B1071.1               | VAFB SLC-4E                                       | NROL - 87 | Utajniona                  | SSO                               | NRO | Sukces                        | LZ-4 Sukces                  |                            |                            |
| 139       | Utajniony lot dla NRO. Przebieg lotu transmitowany do momentu odłączenia pierwszego członu. |                             |                                                   | |                            |                                   | |                               |                              |                            |                            |
| 140       | 3 lutego 18:13 UTC | F9 B5 B1061.6               | KSC LC-39A                                        | 49 satelitów Starlink v1.5 Group 4-7 | ~15023kg                   | LEO                               | SpaceX | Sukces                        | Barka (ASOG) Sukces          |                            |                            |
| 140       | |                             |                                                   | |                            |                                   | |                               |                              |                            |                            |
| 141       | 21 lutego 14:44 UTC | F9 B5 B1058.11              | CCAFS SLC-40                                      | 46 satelitów Starlink v1.5 Group 4-8 | ~14104kg                   | LEO                               | SpaceX | Sukces                        | Barka (ASOG) Sukces          |                            |                            |
| 141       | |                             |                                                   | |                            |                                   | |                               |                              |                            |                            |
| 142       | 25 lutego 17:12 UTC | F9 B5 B1063.4               | VAFB SLC-4E                                       | 50 satelitów Starlink v1.5 Group 4-11 | ~15330kg                   | LEO                               | SpaceX | Sukces                        | Barka (OCISLY) Sukces        |                            |                            |
| 142       | |                             |                                                   | |                            |                                   | |                               |                              |                            |                            |
| 143       | 3 marca 14:25 UTC | F9 B5 B1060.11              | KSC LC-39A                                        | 47 satelitów Starlink v1.5 Group 4-9 | ~14410kg                   | LEO                               | SpaceX | Sukces                        | Barka (JRTI) Sukces          |                            |                            |
| 143       | |                             |                                                   | |                            |                                   | |                               |                              |                            |                            |
| 144       | 9 marca 13:45 UTC | F9 B5 B1051.4               | CCAFS SLC-40                                      | 48 satelitów Starlink v1.5 Group 4-10 | ~14717kg                   | LEO                               | SpaceX | Sukces                        | Barka (ASOG) Sukces          |                            |                            |
| 144       | |                             |                                                   | |                            |                                   | |                               |                              |                            |                            |
| 145       | 19 marca 3:24 UTC | F9 B5 B1051.12              | CCAFS SLC-40                                      | 53 satelity Starlink v1.5 Group 4-12 | ~16250kg                   | LEO                               | SpaceX | Sukces                        | Barka (JRTI) Sukces          |                            |                            |
| 145       | Po raz pierwszy w historii booster był użyty po raz 12. |                             |                                                   | |                            |                                   | |                               |                              |                            |                            |
| 146       | 1 kwietnia 16:24 UTC | F9 B5 B1061.7               | CCAFS SLC-40                                      | Transporter - 4 | Nieznana                   | SSO                               | Wielu klientów | Sukces                        | Barka (JRTI) Sukces          |                            |                            |
| 146       | Misja SmallSat Rideshare na orbitę heliosynchroniczną. Na orbitę dostarczono 40 małych satelitów. |                             |                                                   | |                            |                                   | |                               |                              |                            |                            |
| 147       | 8 kwietnia 15:17 UTC | F9 B5 B1062.5               | KSC LC-39A                                        | Axiom - 1 Dragon 2 C206.3 Endeavour | ~13000 kg.                 | LEO (ISS)                         | Axiom Space | Sukces                        | Barka (ASOG) Sukces          |                            |                            |
| 147       | W pełni prywatna misja załogowa do ISS. Dragon dostarczył 4 astronautów na ISS. |                             |                                                   | |                            |                                   | |                               |                              |                            |                            |
| 148       | 17 kwietnia 13:13 UTC | F9 B5 B1071.2               | VAFB SLC-4E                                       | NROL - 85 | Utajniona                  | LEO                               | NRO | Sukces                        | LZ-4 Sukces                  |                            |                            |
| 148       | |                             |                                                   | |                            |                                   | |                               |                              |                            |                            |
| 149       | 21 kwietnia 17:51 UTC | F9 B5 B1060.12              | CCAFS SLC-40                                      | 53 satelity Starlink Group 4-14 | ~16250kg                   | LEO                               | SpaceX | Sukces                        | Barka (JRTI) Sukces          |                            |                            |
| 149       | |                             |                                                   | |                            |                                   | |                               |                              |                            |                            |
| 150       | 27 kwietnia 7:52 UTC | F9 B5 B1067.4               | KSC LC-39A                                        | SpaceX Crew-4 | 13000kg                    | LEO (ISS)                         | NASA | Sukces                        | Barka (ASOG) Sukces          |                            |                            |
| 150       | Dragon dostarczył bezpiecznie 4 astronautów do ISS |                             |                                                   | |                            |                                   | |                               |                              |                            |                            |
| 151       | 29 kwietnia 21:27 UTC | F9 B5 B1062.6               | CCAFS SLC-40                                      | 53 satelity Starlink Group 4-16 | 16250kg                    | LEO                               | SpaceX | Sukces                        | Barka (JRTI) Sukces          |                            |                            |
| 151       | |                             |                                                   | |                            |                                   | |                               |                              |                            |                            |
| 152       | 6 maja 9:42 UTC | F9 B5 B1058.12              | KSC LC-39A                                        | 53 satelity Starlink Group 4-17 | 16250kg                    | LEO                               | SpaceX | Sukces                        | Barka (ASOG) Sukces          |                            |                            |
| 152       | |                             |                                                   | |                            |                                   | |                               |                              |                            |                            |
| 153       | 13 maja 22:07 UTC | F9 B5 B1063.5               | VAFB SLC-4E                                       | 53 satelity Starlink Group 4-13 | 16250kg                    | LEO                               | SpaceX | Sukces                        | Barka (OCISLY) Sukces        |                            |                            |
| 153       | |                             |                                                   | |                            |                                   | |                               |                              |                            |                            |
| 154       | 14 maja 20:40 UTC | F9 B5 B1073.1               | CCAFS SLC-40                                      | 53 satelity Starlink Group 4-15 | 16250kg                    | LEO                               | SpaceX | Sukces                        | Barka (JRTI) Sukces          |                            |                            |
| 154       | |                             |                                                   | |                            |                                   | |                               |                              |                            |                            |
| 155       | 18 maja 10:59 UTC | F9 B5 B1052.5               | KSC LC-39A                                        | 53 satelity Starlink Group 4-18 | 16250kg                    | LEO                               | SpaceX | Sukces                        | Barka (ASOG) Sukces          |                            |                            |
| 155       | |                             |                                                   | |                            |                                   | |                               |                              |                            |                            |
| 156       | 25 maja 18:35 UTC | F9 B5 B1061.8               | CCAFS SLC-40                                      | Transporter - 5 | Nieznana                   | SSO                               | Wielu klientów | Sukces                        | LZ-1 Sukces                  |                            |                            |
| 156       | Na orbitę heliocentryczną dostarczono 59 mikrosatelitów oraz cubesatów. |                             |                                                   | |                            |                                   | |                               |                              |                            |                            |
| 157       | 8 czerwca 21:03 UTC | F9 B5 B1062.7               | CCAFS SLC-40                                      | Nilesat 301 | 3938kg                     | GTO                               | Nilesat | Sukces                        | Barka (JRTI) Sukces          |                            |                            |
| 157       | |                             |                                                   | |                            |                                   | |                               |                              |                            |                            |
| 158       | 17 czerwca 16:09 UTC | F9 B5 B1060.13              | KSC LC-39A                                        | 53 satelity Starlink v1.5 Group 4-19 | 16250kg                    | LEO                               | SpaceX | Sukces                        | Barka (ASOG) Sukces          |                            |                            |
| 158       | |                             |                                                   | |                            |                                   | |                               |                              |                            |                            |
| 159       | 18 czerwca 14:19 UTC | F9 B5 B1071.3               | VAFB SLC-4E                                       | SARah-1 | 4000kg                     | SSO                               | BND | Sukces                        | LZ-4 Sukces                  |                            |                            |
| 159       | |                             |                                                   | |                            |                                   | |                               |                              |                            |                            |
| 160       | 19 czerwca 04:27 UTC | F9 B5 B1061.9               | CCAFS SLC-40                                      | Globalstar-2 M087 (FM15) | 700kg                      | LEO                               | Globalstar | Sukces                        | Barka (JRTI) Sukces          |                            |                            |
| 160       | 19 czerwca 04:27 UTC | F9 B5 B1061.9               | CCAFS SLC-40                                      | USA 328-331 | Utajniona                  | LEO                               | Rząd USA | Sukces                        | Barka (JRTI) Sukces          |                            |                            |
| 160       | Dotychczas najkrótszy okres czasu pomiędzy dwoma startami rakiet Falcon 9 (15 godzin i 17 minut). |                             |                                                   | |                            |                                   | |                               |                              |                            |                            |
| 161       | 29 czerwca 21:04 UTC | F9 B5 B1073.2               | CCAFS SLC-40                                      | SES-22 | 3500kg                     | GTO                               | SES | Sukces                        | Barka (ASOG) Sukces          |                            |                            |
| 161       | |                             |                                                   | |                            |                                   | |                               |                              |                            |                            |
| 162       | 7 lipca 13:11 UTC | F9 B5 B1058.13              | CCAFS SLC-40                                      | 53 satelity Starlink v1.5 Group 4-21 | 16250kg                    | LEO                               | SpaceX | Sukces                        | Barka (JRTI) Sukces          |                            |                            |
| 162       | |                             |                                                   | |                            |                                   | |                               |                              |                            |                            |
| 163       | 11 lipca 01:39 UTC | F9 B5 B1063.6               | VAFB SLC-4E                                       | 46 satelitów Starlink v1.5 Group 3-1 | 14100kg                    | SSO                               | SpaceX | Sukces                        | Barka (OCISLY) Sukces        |                            |                            |
| 163       | |                             |                                                   | |                            |                                   | |                               |                              |                            |                            |
| 164       | 15 lipca 00:44 UTC | F9 B5 B1067.5               | KSC LC-39A                                        | SpaceX CRS-25 | 2668kg                     | LEO (ISS)                         | NASA | Sukces                        | Barka (ASOG) Sukces          |                            |                            |
| 164       | |                             |                                                   | |                            |                                   | |                               |                              |                            |                            |
| 165       | 17 lipca 14:20 UTC | F9 B5 B1051.13              | CCAFS SLC-40                                      | 53 satelity Starlink v1.5 Group 4-22 | 16250kg                    | LEO                               | SpaceX | Sukces                        | Barka (ASOG) Sukces          |                            |                            |
| 165       | |                             |                                                   | |                            |                                   | |                               |                              |                            |                            |
| 166       | 22 lipca 17:39 UTC | F9 B5 B1071.4               | VAFB SLC-4E                                       | 46 satelitów Starlink v1.5 Group 3-2 | 14100kg                    | SSO                               | SpaceX | Sukces                        | Barka (OCISLY) Sukces        |                            |                            |
| 166       | |                             |                                                   | |                            |                                   | |                               |                              |                            |                            |
| 167       | 24 lipca 13:38 UTC | F9 B5 B1062.8               | KSC LC-39A                                        | 53 satelity Starlink v1.5 Group 4-25 | 16250kg                    | LEO                               | SpaceX | Sukces                        | Barka (ASOG) Sukces          |                            |                            |
| 167       | |                             |                                                   | |                            |                                   | |                               |                              |                            |                            |
| 168       | 4 sierpnia 23:08 UTC | F9 B5 B1052.6               | CCAFS SLC-40                                      | Danuri | 679kg                      | TLI                               | KARI | Sukces                        | Barka (JRTI) Sukces          |                            |                            |
| 168       | 4 sierpnia 23:08 UTC | F9 B5 B1052.6               | CCAFS SLC-40                                      | "Photo in Space" | 679kg                      | HCO                               | Tesla | Sukces                        | Barka (JRTI) Sukces          |                            |                            |
| 168       | Pierwsza południowokoreańska misja księżycowa. Sonda Danuri jest orbiterem Księżyca.Drugi etap obejmował wystrzelenie mozaiki w ramach akcji „Launch Your Photo into Deep Space Orbit” autorstwa producenta samochodów Tesli, który w 2018 r. oferował klientom możliwość wysłania wybranego przez siebie zdjęcia w celu wygrawerowania laserowego na mozaice oraz wystrzelenia na orbitę heliocentryczną. |                             |                                                   | |                            |                                   | |                               |                              |                            |                            |
| 169       | 10 sierpnia 02:14 UTC | F9 B5 B1073.3               | KSC LC-39A                                        | 52 satelity Starlink v1.5 Group 4-26 | 16000kg                    | LEO                               | SpaceX | Sukces                        | Barka (ASOG) Sukces          |                            |                            |
| 169       | |                             |                                                   | |                            |                                   | |                               |                              |                            |                            |
| 170       | 12 sierpnia 21:40 UTC | F9 B5 B1061.10              | VAFB SLC-4E                                       | 46 satelitów Starlink v1.5 Group 3-3 | 14100kg                    | SSO                               | SpaceX | Sukces                        | Barka (OCISLY) Sukces        |                            |                            |
| 170       | |                             |                                                   | |                            |                                   | |                               |                              |                            |                            |
| 171       | 19 sierpnia 19:21 UTC | F9 B5 B1062.9               | CCAFS SLC-40                                      | 53 satelity Starlink v1.5 Group 4-27 | 16250kg                    | LEO                               | SpaceX | Sukces                        | Barka (ASOG) Sukces          |                            |                            |
| 171       | |                             |                                                   | |                            |                                   | |                               |                              |                            |                            |
| 172       | 28 sierpnia 03:41 UTC | F9 B5 B1069.2               | CCAFS SLC-40                                      | 54 satelity Starlink v1.5 Group 4-23 | 16700kg                    | LEO                               | SpaceX | Sukces                        | Barka (ASOG) Sukces          |                            |                            |
| 172       | |                             |                                                   | |                            |                                   | |                               |                              |                            |                            |
| 173       | 31 sierpnia 05:40 UTC | F9 B5 B1063.7               | VAFB SLC-4E                                       | 46 satelitów Starlink v1.5 Group 3-4 | 14200kg                    | SSO                               | SpaceX | Sukces                        | Barka (OCISLY) Sukces        |                            |                            |
| 173       | |                             |                                                   | |                            |                                   | |                               |                              |                            |                            |
| 174       | 5 września 02:09 UTC | F9 B5 B1052.7               | CCAFS SLC-40                                      | 51 satelitów Starlink v1.5 Group 4-20 | 16000kg                    | LEO                               | SpaceX | Sukces                        | Barka (JRTI) Sukces          |                            |                            |
| 174       | 5 września 02:09 UTC | F9 B5 B1052.7               | CCAFS SLC-40                                      | Sherpa LTC-2 | 16000kg                    | LEO                               | Spaceflight Industries                                                                                             | Sukces                        | Barka (JRTI) Sukces          |                            |                            |
| 174       | |                             |                                                   | |                            |                                   | |                               |                              |                            |                            |
| 175       | 11 września 01:20 UTC | F9 B5 B1058.14              | KSC LC-39A                                        | 34 satelity Starlink v1.5 Group 4-2 | 11938kg                    | LEO                               | SpaceX | Sukces                        | Barka (ASOG) Sukces          |                            |                            |
| 175       | 11 września 01:20 UTC | F9 B5 B1058.14              | KSC LC-39A                                        | 34 satelity BlueWalker-3 | 11938kg                    | LEO                               | AST SpaceMobile | Sukces                        | Barka (ASOG) Sukces          |                            |                            |
| 175       | |                             |                                                   | |                            |                                   | |                               |                              |                            |                            |
| 176       | 19 września 00:18 UTC | F9 B5 B1067.6               | CCAFS SLC-40                                      | 54 satelity Starlink v1.5 Group 4-34 | 16700kg                    | LEO                               | SpaceX | Sukces                        | Barka (JRTI) Sukces          |                            |                            |
| 176       | |                             |                                                   | |                            |                                   | |                               |                              |                            |                            |
| 177       | 24 września 23:32 UTC | F9 B5 B1073.4               | CCAFS SLC-40                                      | 52 satelity Starlink v1.5 Group 4-35 | 16100kg                    | LEO                               | SpaceX | Sukces                        | Barka (ASOG) Sukces          |                            |                            |
| 177       | |                             |                                                   | |                            |                                   | |                               |                              |                            |                            |
| 178       | 5 października 16:00 UTC | F9 B5 B1077.1               | KSC LC-39A                                        | SpaceX Crew-5 | 13000kg                    | LEO (ISS)                         | NASA | Sukces                        | Barka (JRTI) Sukces          |                            |                            |
| 178       | |                             |                                                   | |                            |                                   | |                               |                              |                            |                            |

## Planowane starty
Poniżej znajduje się lista planowanych startów, podane daty są orientacyjne i mogą w każdej chwili ulec zmianie, jak również konfiguracja rakiet.

### Najbliższe planowane misje
| Data i czas                             | Wariant | Miejsce startu | Ładunek         | Orbita | Klient   | Lądowanie |
| --------------------------------------- | --- | -------------- | --------------- | ------ | -------- | --------- |
| 24 listopada 2021 07:21 czasu polskiego | F9 B5 B1063.3 | VSFB SLC-4E    | DART, LICIACube | HCO    | NASA ASI | OCISLY    |
| 24 listopada 2021 07:21 czasu polskiego | Pierwszy test obrony planetarnej. Impaktor kinetyczny celowo rozbije się na powierzchni planetoidy Dimorphos, aby zmienić jej trajektorię. |                |                 |        |          |           |

### Planowane w 2021 i później
| Planowany termin misji | Konfiguracja rakiety | Miejsce startu                                          | Ładunek/cel misji              | Docelowa orbita         | Klient                |  |
| Planowany termin misji | |                                                         |                                |                         |                       |  |
| 2021                   | F9B5 | VAFB SLC-4E                                             | SWOT                           | Polarna LEO             | NASA                  |  |
| 2021                   | |                                                         |                                |                         |                       |  |
| 9 października 2021    | Heavy B1066.1 (środkowy), B1064.1, B1065.1 (boczne) | KSC LC-39A                                              | USSF-44, mikrosatelita TETRA 1 | Orbita geosynchroniczna | USSF                  |  |
| 9 października 2021    | |                                                         |                                |                         |                       |  |
| 2021                   | F9B5 | KSC LC-39A lub CC SLC-40                                | Türksat 5B                     | GTO                     | Türksat               |  |
| 2021                   | |                                                         |                                |                         |                       |  |
| 2021                   | F9 | KSC LC-39A lub CC SLC-40                                | GPS IIIA-06                    | MEO                     | USAF                  |  |
| 2021                   | |                                                         |                                |                         |                       |  |
| 2021                   | F9B5 | VAFB SLC-4E                                             | SARah 2/3                      | SSO                     | Bundeswehra           |  |
| 2021                   | |                                                         |                                |                         |                       |  |
| 2021                   | F9 | VAFB SLC-4E                                             | WorldView Legion Mission 1     | SSO                     | DigitalGlobe          |  |
| 2021                   | |                                                         |                                |                         |                       |  |
| 2021                   | F9 | VAFB SLC-4E                                             | WorldView Legion Mission 2     | SSO                     | DigitalGlobe          |  |
| 2021                   | |                                                         |                                |                         |                       |  |
| III kwartał 2021       | Heavy | KSC LC-39A                                              | USSF-52                        | GTO                     | USSF                  |  |
| III kwartał 2021       | |                                                         |                                |                         |                       |  |
| I kwartał 2023         | Falcon 9 | Centrum Kosmiczne Johna F. Kennedy’ego (Cape Canaveral) | USSF-36                        | utajniona               | NRO                   |  |
| I kwartał 2023         | |                                                         |                                |                         |                       |  |
| III kwartał 2023       | Falcon 9 | VAFB SLC-4E (Kalifornia)                                | NROL-69                        | utajniona               | USSF                  |  |
| III kwartał 2023       | |                                                         |                                |                         |                       |  |
| maj 2024               | Heavy | KSC (LC-39A)                                            | Dwa moduły stacji Gateway      | poniżej GEO             | NASA, ESA, JAXA i CSA |  |
| maj 2024               | 9 lutego 2021 SpaceX otrzymało kontrakt na wystrzelenie pierwszych dwóch elementów stacji podczas pojedynczego startu. Wykorzystana zostanie rakieta Falcon Heavy z większymi osłonami ładunku o długości około 15 metrów, które zostały zaprojektowane, aby spełniać wymagania wszystkich misji związanych z bezpieczeństwem narodowym USA. Moduły o łącznej masie około 14 ton trafią na wysoką orbitę okołoziemską z apocentrum nieco poniżej orbity geostacjonarnej. |                                                         |                                |                         |                       |  |

W okresie końcówki 2021 – do połowy 2022, to planowany pierwszy lot komercyjny z turystami na pokładzie. Firma turystyczna zajmująca się lotem to Space Adventures(która wysłała 7 kosmicznych turystów między 2001 a 2009, między innymi Dennisa Tito). Maksymalnie będzie ich 4, plan lotu to przelecenie po orbicie eliptycznej(apogeum 3 razy ISS), czas lotu 3 do 5 dni. Za jedno miejsce turysta zapłaci 50 milionów $.

## Znaczące wydarzenia

### Pierwszy lot rakiety
Pierwszy lot rakiety Falcon 9 odbył się 4 czerwca 2010 roku i był udany, umieszczony został testowy ładunek na testowej orbicie. Drugi stopień wykonał również krótkie ponowne odpalenie silnika, aby zademonstrować taką możliwość.
Nie obyło się bez drobnych problemów, rakieta podczas lotu obracała się lekko wokół własnej osi, lecz nie wpłynęło to na powodzenie misji.

### Demonstracyjne loty kapsuły dragon
8 grudnia 2010 roku odbył się lot o nazwie COTS Demo 1, lot ten wyniósł kapsułę Dragon na orbitę, gdzie odbyły się testy manewrów, następnie po dwóch orbitach kapsuła wróciła na Ziemię.
NASA planowała 2 kolejne misje, lecz zostały one połączone w jedną o nazwie COTS – Demo C2+, misja ta odbyła się 22 maja 2012 roku i tym razem odbywało się dokowanie do Międzynarodowej Stacji Kosmicznej. Po tej misji SpaceX mógł już rozpocząć dostawy do Stacji Kosmicznej w ramach programu COTS. Statek Dragon z tej misji został zawieszony w siedzibie SpaceX jako eksponat.

### CRS-1

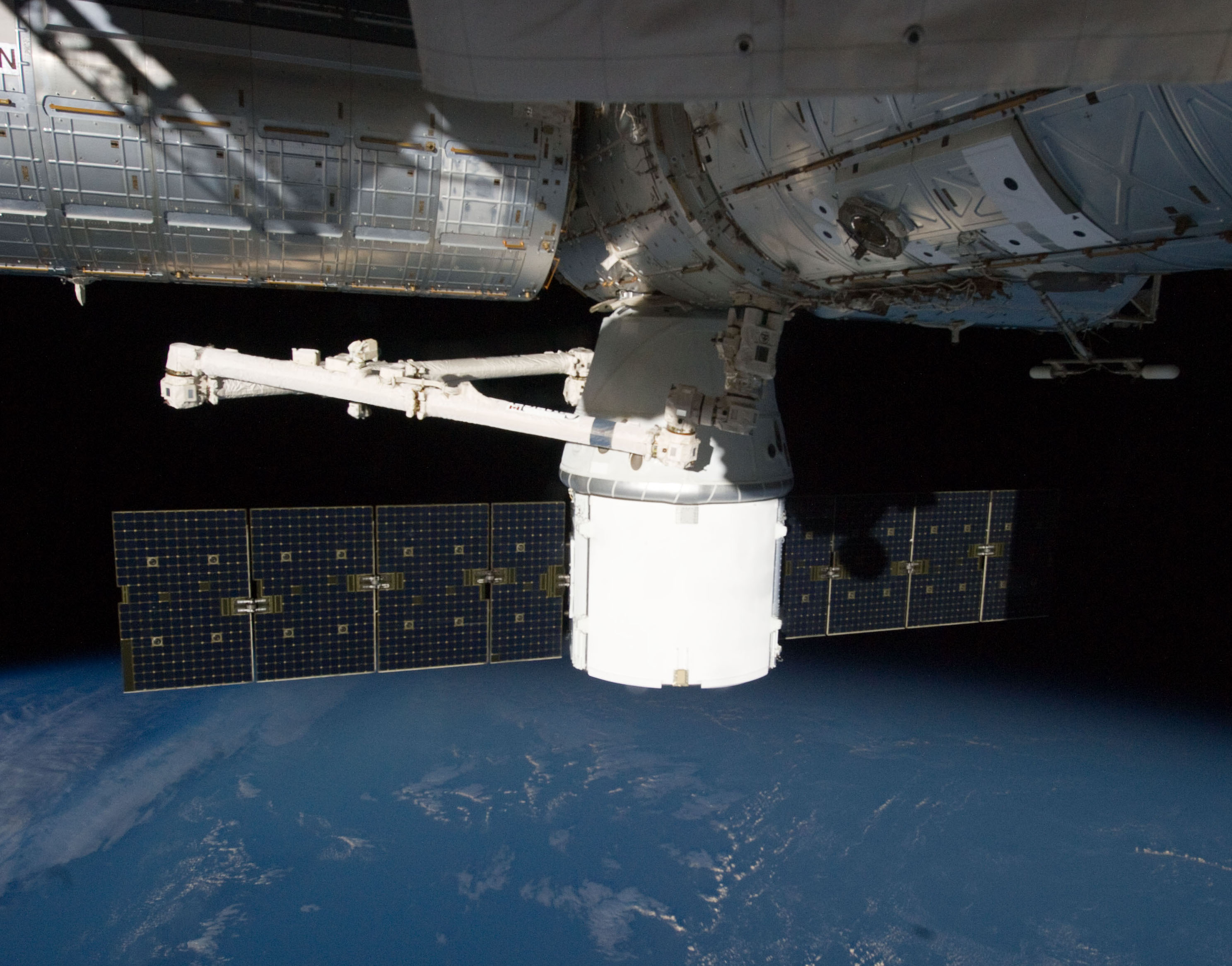
Dragon CRS-1 zadokowany do ISS 14 października 2012

Pierwsza właściwa misja statku Dragon została wysłana 8 października 2012. W 79. sekundzie nastąpiła awaria jednego z 9 silników, lecz Falcon 9 kontynuował lot na 8 silnikach. Ze względu na regulacje NASA dodatkowy ładunek Orbcomm-2 został wypuszczony na bezużytecznej orbicie, ponieważ SpaceX nie dostał zgody na ponowne odpalenie silnika drugiego stopnia.

### Pierwszy lot wersji 1.1
29 września 2013 odbył się pierwszy lot rakiety w ulepszonej wersji 1.1, ładunkiem dla tej misji był lekki satelita CASSIOPE. Był to również pierwszy lot z platformy SLC-4E w bazie wojskowej Vandenberg. Podczas tego lotu odbyły się również próby lądowania pierwszego stopnia nad oceanem.

### Utrata CRS-7
28 czerwca 2015 odbył się kolejny lot zaopatrzeniowy na ISS. Około 140 sekund po starcie nastąpiła awaria, która doprowadziła do zniszczenia drugiego stopnia rakiety. Pierwszy stopnień kontynuował lot jeszcze do 150. sekundy, gdzie pod wpływem oddziaływania sił aerodynamicznych również nastąpiło zniszczenie pierwszego stopnia.
Kapsuła Dragon prawdopodobnie by przetrwała, gdyby miała możliwość awaryjnego odpalenia spadochronów, telemetria z kapsuły Dragon nadal była otrzymywana aż do zniknięcia za horyzontem.
Późniejsze analizy wykazały problem ze wspornikami trzymającymi butle z helem, w zbiorniku ciekłego tlenu.

### Pierwszy lot wersji FT i udane lądowanie

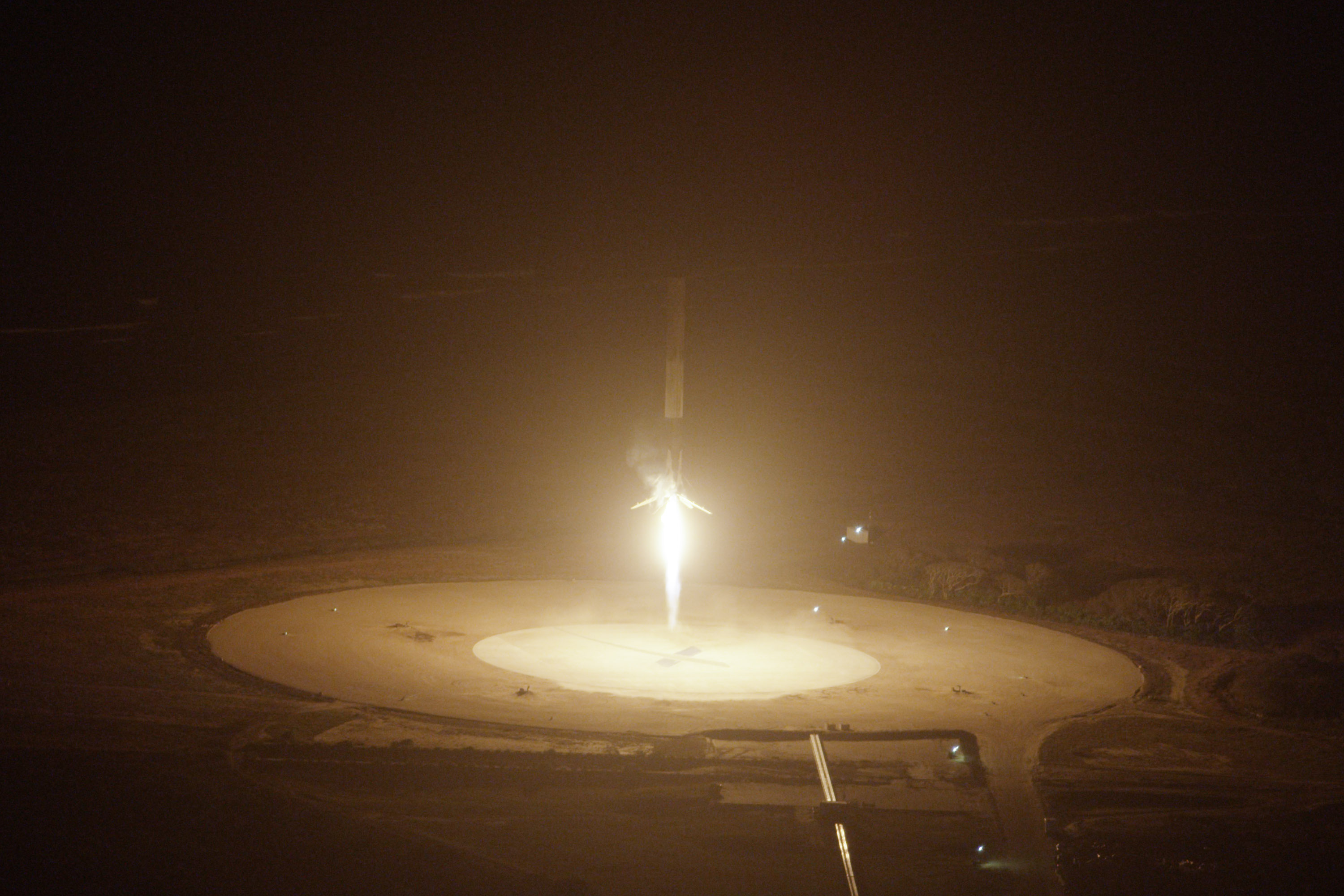
Historyczne lądowanie na platformie LZ-1 22 grudnia 2015

22 grudnia 2015 roku odbył się lot zmodernizowanej wersji rakiety nazwanej Full Thrust. Rakieta ta używa silnie schłodzonego tlenu i paliwa, misja wyniosła na orbitę 11 satelitów Orbcomm-OG2, i była jednocześnie powrotem do lotów po utracie CRS-7. Podczas tej misji nastąpiła udana próba lądowania rakiety na lądzie. Był to pierwszy w historii odzyskany człon rakiety orbitalnej.

### Pierwsze udane lądowania na barce
8 kwietnia 2016, podczas lotu misji CRS-8, odbyło się pierwsze udane lądowanie na barce, był to kolejny sukces w kierunku ponownego używania rakiety. Podczas tej misji rakieta mogła wrócić do LZ-1, lecz zdecydowano się na próbę na barce.
6 maja 2016, podczas misji JCSAT-14 na orbitę GTO, udało się również wylądować pierwszym stopniem na barce, było to pierwsze lądowanie z misji GTO.

### Utrata Amos-6 na platformie
1 września 2016 roku podczas rutynowego testu statycznego, rakieta eksplodowała na platformie startowej, powodując utratę ładunku, który był podczas tego testu zamontowany na rakiecie.

### Pierwszy ponowny lot używanej rakiety
30 marca 2017 roku, firma SpaceX wysłała satelitę SES-10 używając boostera B1021, który poleciał poprzednio w misji CRS-8, booster ten został ponownie odzyskany i jest to pierwszy ponowny lot orbitalnej rakiety.

### Pierwszy lot rakiety Falcon Heavy
6 lutego 2018 SpaceX udanie wystrzelił rakietę Falcon Heavy. Wyniosła ona samochód (Tesla Roadster z manekinem w skafandrze kosmicznym w fotelu kierowcy) na orbitę heliocentryczną (okołosłoneczną).

### Pierwszy lot rakiety Falcon 9 Block 5
11 maja 2018 wystrzelono pomyślnie rakietę w wersji Block 5. Rakieta posiada liczne zmiany konstrukcyjne. Najbardziej zauważalne są nowe nogi do lądowania z możliwością ich złożenia i nowa osłona na silnik 2. członu. 1. człon może być użyty co najmniej 10 razy.

### Pierwszy lot statku Dragon 2
2 marca 2019 roku, firma SpaceX po raz pierwszy wystrzeliła na orbitę statek Dragon 2. Była to bezzałogowa misja do Międzynarodowej Stacji Kosmicznej.

### Pierwszy załogowy lot statku Dragon 2
30 maja 2020 roku, firma SpaceX po raz pierwszy wystrzeliła na orbitę statek Dragon 2 z astronautami na pokładzie. Była to załogowa misja do Międzynarodowej Stacji Kosmicznej.